# Chiesa di San Giovanni (Roccaranieri)
La chiesa di San Giovanni Battista fuori le mura è una delle due chiese di Roccaranieri, frazione del comune di Longone Sabino, adibita al culto del santo patrono di Roccaranieri, San Giovanni Battista, quindi al culto cimiteriale e, nei secoli passati, alla sepoltura dei defunti.
La chiesa si trova nella valle sottostante il paese di Roccaranieri, detta valle San Giovanni, lungo la SP30a che dalla valle del Salto raggiunge il paese di Roccaranieri; oggi è cinta dalle mura del complesso cimiteriale. Anticamente si raggiungeva la chiesa di San Giovanni da Roccaranieri tramite una via che, dalla porta del paese, attraversando i Raili e la strada di Fonte Calla, oggi via Rieti, giungeva sulle sponde del Fosso della Mola. Qui il Ponte di San Giovanni permetteva l'attraversamento del torrente per raggiungere la chiesa.
Di origine altomedievale, sorta su un precedente insediamento romano, la chiesa è a pianta rettangolare con abside nel fondo e quattro nicchioni nelle pareti laterali; la copertura è a capanna sostenuta da travature lignee. Restaurata nel 1519 sotto il governo degli abati commendatari della vicina abbazia di San Salvatore Maggiore, all'epoca appartenenti alla famiglia degli Orsini d'Aragona (1513-1542), l'edificio conserva al suo interno una maestosa decorazione dell'abside, opera di un ignoto maestro del XVI secolo, costituita da dipinti murali ad affresco raffiguranti scene tratte dai Vangeli: l'Annunciazione nell'arco che forma il prospetto absidale, l'Incoronazione della Vergine Maria nella conca absidale e tre scene della vita di San Giovanni Battista nella parete curva del tamburo absidale.
La chiesa, intitolata a San Giovanni Battista, santo patrono di Roccaranieri, la cui celebrazione liturgica ricorre il 24 giugno, è da secoli parte integrante della storia del territorio e dell'identità culturale degli abitanti del paese.

## Storia

### Medioevo

#### La chiesa di San Giovanni in Pretorio in Plage nel territorio reatino
La chiesa di San Giovanni compare per la prima volta nelle fonti in un documento negli Archivi del Capitolo di Rieti del 948.

Il documento è un atto ove un tale Aldo del fu Tachiprando della città di Rieti  (lat. Aldus quondam Takeprandi de Civitate Reatina) concede al vescovo di Rieti Anastasio alcuni suoi beni in territorio falagrinense, nell'odierna Cittareale, e riceve da questi, a terza generazione, alcune terre in Plage più precisamente:
(ACR IV L 2)
In un altro documento dell'archivio reatino del 982, circa beni nei medesimi luoghi, si legge:
(ACR IV K 4)
I due documenti permettono di affermare con sufficiente certezza che il luogo ove sorgeva la chiesa di San Giovanni, fosse noto, nell'alto medioevo, come Pretorio nel territorio reatino, ovvero originariamente facente parte della diocesi di Rieti, più precisamente nel luogo detto Plage ovvero nella zona dell'interflumine Salto-Turano.

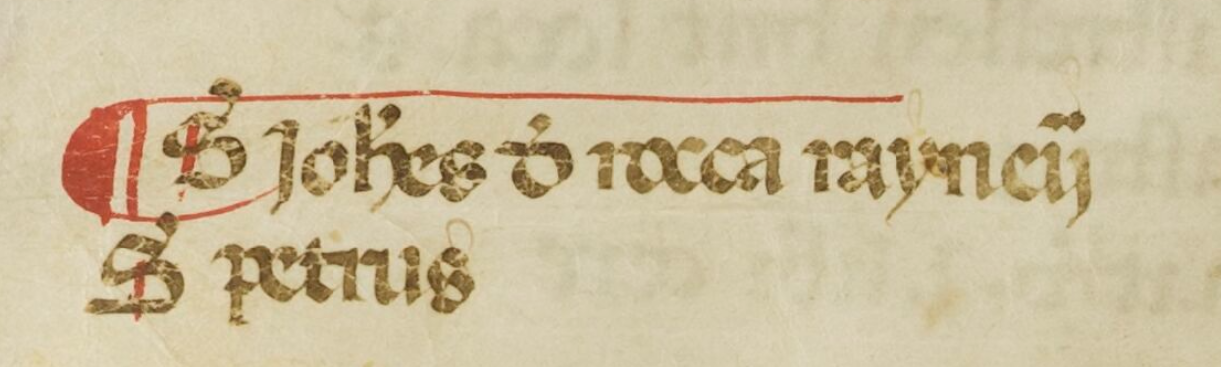
Menzione delle chiese di Roccaranieri (S.Johannes de Rocca Rayneri, S. Petrus) nel Documento Parigino del 1252 (Statuta synodalia Reatina - Biblioteca nazionale di Francia - Lat.1556, folio 25, verso)

Nonostante le evidenze documentali sopra riportate portino a datare la chiesa di San Giovanni almeno al X secolo, secondo Lo Monaco i caratteri costruttivi e allegorici dell'edificio attuale, unitamente ad alcuni elementi della facciata, permettono di far risalire la fondazione della fabbrica al XII secolo tuttavia il primo documento in cui sia menzionata una chiesa di "San Giovanni di Roccaranieri" (lat. S. Johannes de Rocca Rayneri) ovvero il primo documento in cui la chiesa di San Giovanni sia associata al toponimo Rocca Ranieri è, nel cosiddetto Codice Parigino, il Liber censuum ecclesiae Reatinae: ordinato nel 1252 dal vescovo di Rieti Thomas (1252-1265) è un elenco di chiese della diocesi reatina, tra le quali figurano quelle, all'epoca, sotto il controllo dell'abbazia di San Salvatore Maggiore. Successivamente l'edificio venne incluso in un altro elenco di chiese, di pertinenza della sede episcopale reatina, del 1398 e, più tardi, nelle visite pastorali degli incaricati per conto degli abati commendatari di San Salvator Maggiore e dei vescovi reatini.

### Età moderna

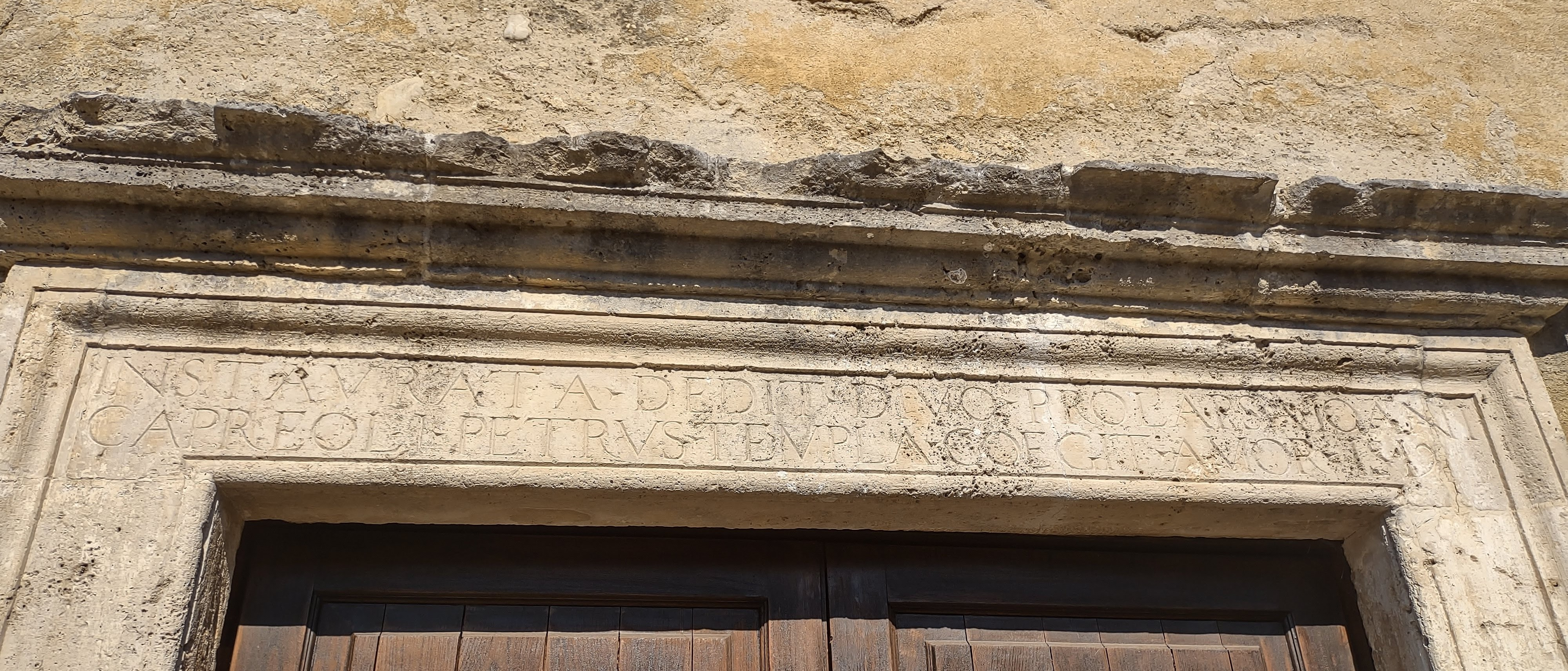
L'iscrizione sul portale della chiesa di San Giovanni.

L'edificio venne restaurato nel 1519 da un tale Pietro Caprioli come recita l'iscrizione sul portale in due esametri:
È possibile che, in occasione del restauro, venissero eseguiti gli affreschi della parete absidale e dei nicchioni.
Nella parte sottostante all'arco che forma il prospetto absidale è, infatti, presente un tondo, dipinto più tardi, che incornicia lo stemma degli Orsini di Aragona sormontato di cappello cardinalizio e risalente alla commenda di San Salvatore Maggiore degli abati Napoleone e Francesco Orsini di Aragona iniziata nel 1513 e terminata nel 1542.  La chiesa venne quindi descritta nella visita pastorale del 1681 da Giovan Francesco dè Laurentis, incaricato dal cardinale Carlo Barberini, abate commendatario di San Salvatore Maggiore (1654-1703): 
(Giovan Francesco dè Laurentis, visita pastorale del 6 novembre 1681)

### Età contemporanea
Nel dopoguerra l'area cimiteriale della chiesa di San Giovanni venne adeguata alle leggi vigenti in materia di sepoltura tramite l'edificazione di loculi e la delimitazione, tramite mura, del cimitero.

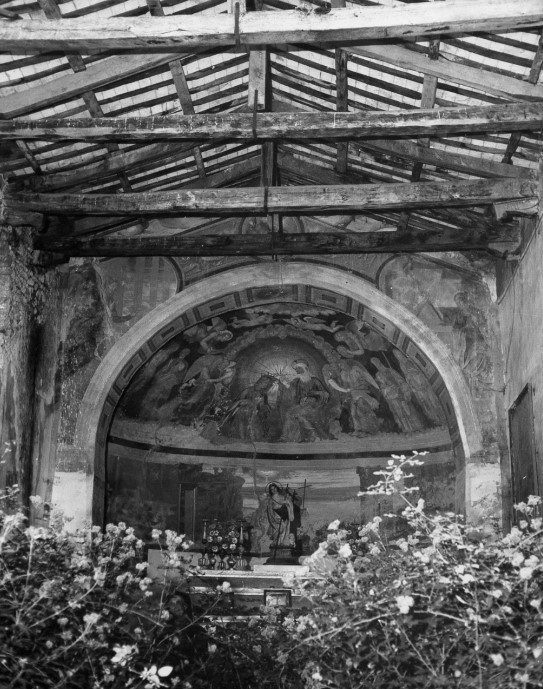
Chiesa di San Giovanni (anni '80).

#### Rovina e restauri
Nella seconda metà del ventesimo secolo la chiesa andò di nuovo incontro alla rovina, a causa dell'incuria e della mancata manutenzione della copertura. Il deteriorarsi di parte del tetto provocò il nascere di una fitta vegetazione - piante di rovo e di sambuco - nella navata della chiesa e il deperimento delle pitture esposte agli agenti atmosferici.
Venne quindi eseguito, alla fine degli anni ottanta, un primo intervento di rifacimento della copertura. Seguirono ulteriori lavori di pavimentazione e di restauro delle pitture, pesantemente compromesse dall'umidità:
- 2000 - Lavori di ristrutturazione dell'abside e revisione della copertura[2].
- 2008-2009 - Restauro degli affreschi della zona absidale[2].
- 2013 - Restauri eseguiti a cura della Fondazione Varrone dalla restauratrice Cecilia Gugliandolo di Roma[25].

## La parrocchia ed il beneficio di San Giovanni
Fino al XVI secolo alla chiesa di San Giovanni corrispondeva una parrocchia: la parrocchia di San Giovanni. Fino al 1434 la titolarità delle parrocchie del territorio dell'abbazia di San Salvatore Maggiore veniva assegnata dall'abate ordinario di San Salvatore a cui, all'epoca, era attribuito il potere temporale e spirituale. 

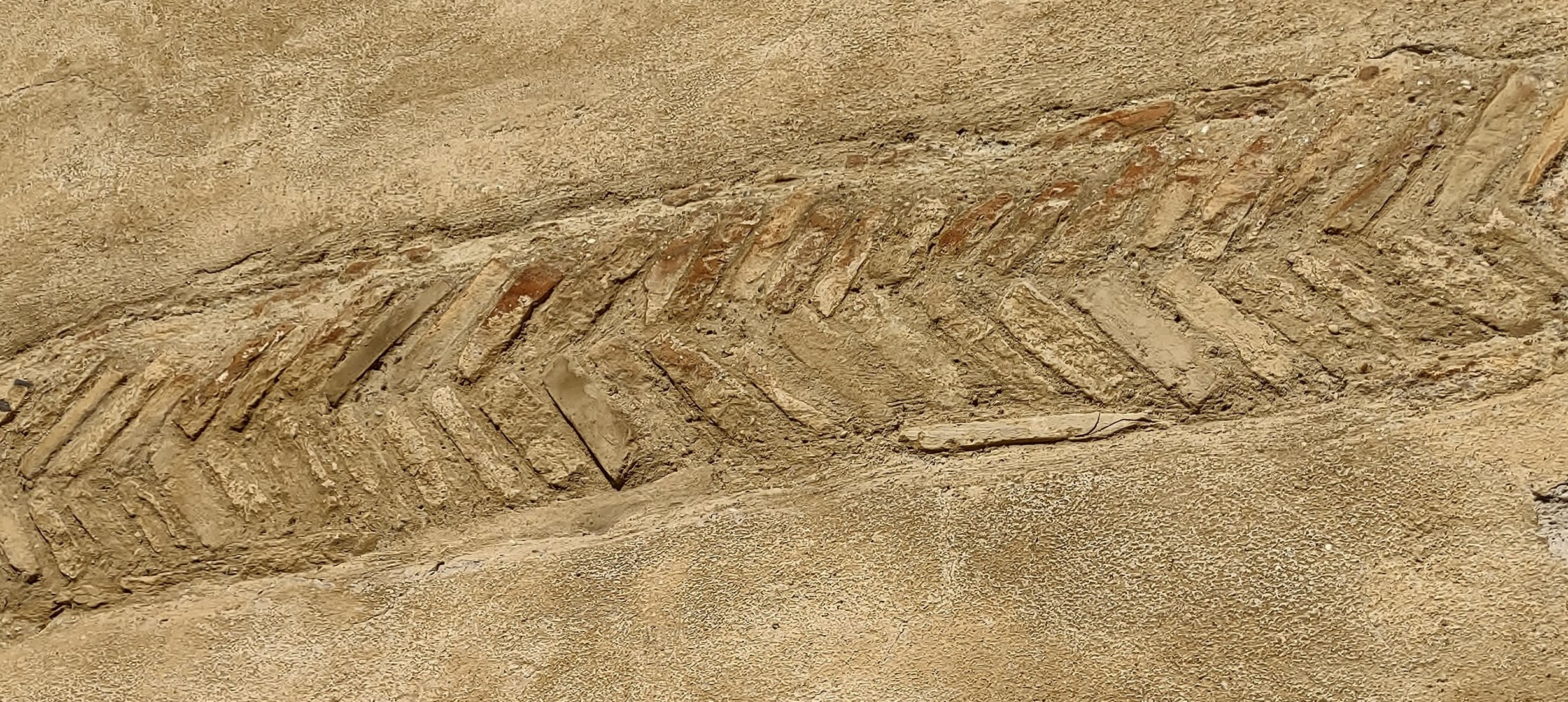
Opus spicatum (facciata).

Al titolare della chiesa di San Giovanni Battista spettava il titolo di arciprete ed era associato alla chiesa il beneficio di San Giovanni di cui facevano parte le località nel territorio di Roccaranieri, oggi scomparse, di: Ville de' Rabelli (loc. fonte Rabelli), Ville de' Venis, Ville di Colle Imperatore. Apparteneva alla parrocchia di San Giovanni anche una cappella situata presso le mura del castello di Roccaranieri che non aveva né cimitero né fonte battesimale. I benefici di San Giovanni e quello di San Pietro, relativo alla chiesa di San Pietro Apostolo dentro le mura, l'altra chiesa di Roccaranieri, furono riuniti nel 1500 nelle mani di un unico parroco che mantenne il titolo di "Arciprete di San Giovanni Battista". 
I benefici vennero di nuovo divisi nel 1571 e infine riuniti nel 1591.

## Descrizione

### Esterno

#### La facciata

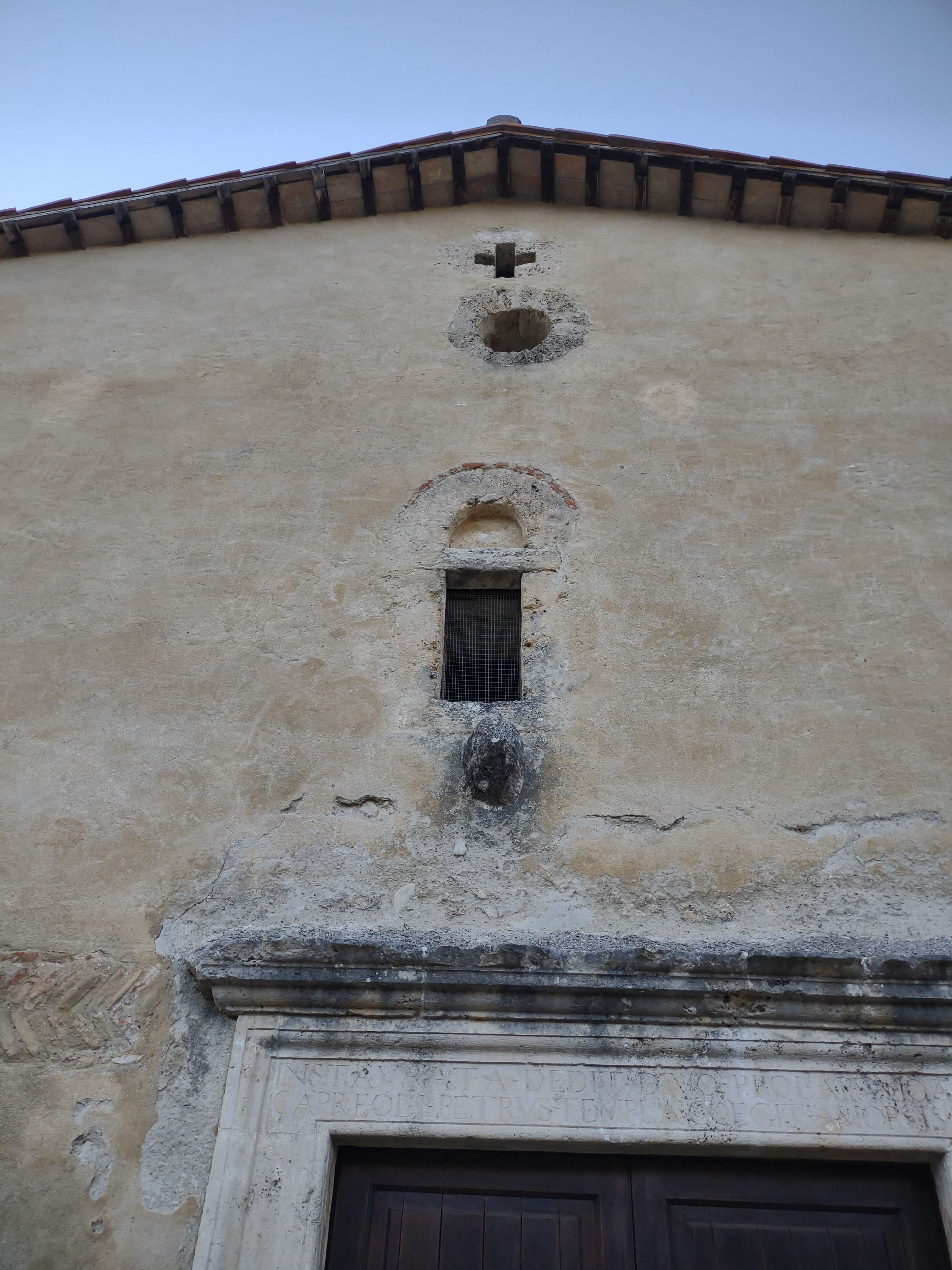
Facciata (particolare).

La facciata a capanna è ricoperta da intonaco a calce ed è contraddistinta dal portale in marmo del XVI secolo - posto non in asse con la linea che segna il centro della facciata - sul cui architrave si trova un'iscrizione che permette di datare al 1519 il restauro della costruzione; superiormente è situata una finestra rettangolare con un'apertura centinata, oggi tamponata, mentre il frontone presenta una finestra cruciforme. Di particolare rilievo sono le tre mensole lapidee sopra il portale, probabili sostegni per la travatura lignea di un portico antistante la facciata, oggi non più esistente. Sul prospetto è visibile una fascia realizzata con mattoni laterizi pieni, disposti a spina di pesce, elemento tipico di alcune fabbriche del periodo romanico.

### Interno

#### La struttura
La chiesa è ad aula unica rettangolare, con abside pregevolmente affrescata e con quattro nicchie ricavate nello spessore murario delle pareti laterali, alcune delle quali affrescate. 

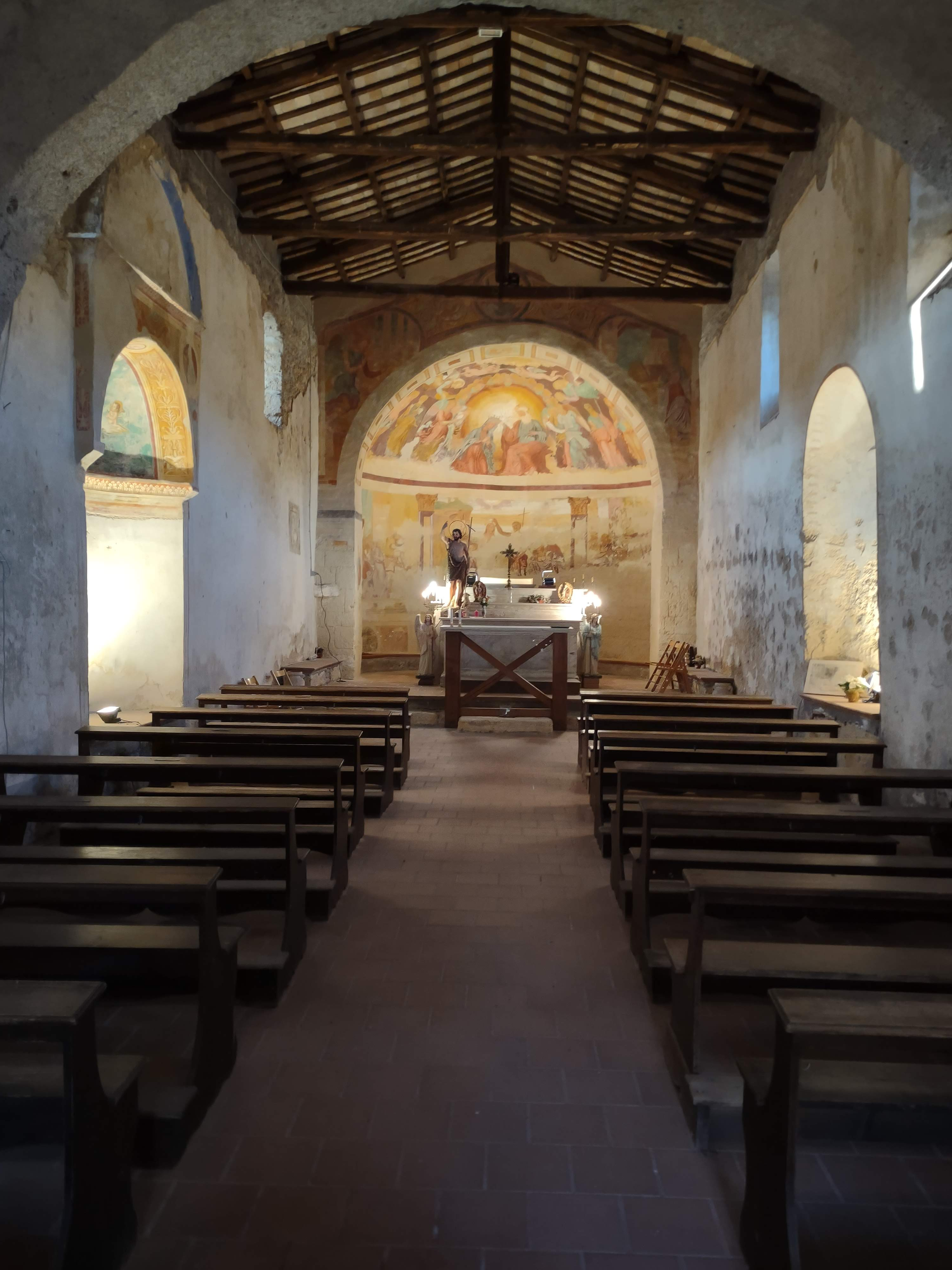
Vista verso l'abside.

La copertura, con capriate lignee e con travi, travetti e pianelle è interrotta al centro da un diaframma murario con arco ogivato, poggiante su paraste con cornici marmoree; probabilmente fu posto a seguito della ristrutturazione per degrado in cui versava la fabbrica, effettuata nel 1519 come riportato sullo stipite del portale di ingresso. Le pareti laterali non presentano elementi di pregio e sono illuminate attraverso sei finestre centinate poste nel cleristorio.
(Cesare Verani, Gli affreschi della Chiesa di S. Giovanni Battista a Rocca Ranieri, in La Sabina, Gennaio - Aprile 1959)

#### Gli affreschi della chiesa di San Giovanni Battista a Roccaranieri
Risulta di immediato impatto per il visitatore il ciclo di affreschi nella zona absidale certamente realizzato nel XVI secolo, quando tutto l'edificio venne ristrutturato. Il primo che scrisse degli affreschi, lo storico dell'arte reatino Cesare Verani, non arrivò a suggerire un nome per il pittore di Roccaranieri escludendo però che gli affreschi presenti nei due nicchioni nella parte sinistra della navata fossero dello stesso autore. Studi più recenti attribuiscono gli affreschi ad un anonimo pittore cinquecentesco genericamente definito di area umbra.
(Bruno Astorre, Maria Tiziana Marcelli e Benvenuto Salducco, L'edificio di culto - Codice del territorio. Recuperare per valorizzare. Anagrafe Regionale di Chiese Cappelle e Santuari di proprietà pubblica nel Lazio, a cura di Claudio Lo Monaco, Roma, Gangemi Editore, 2016)

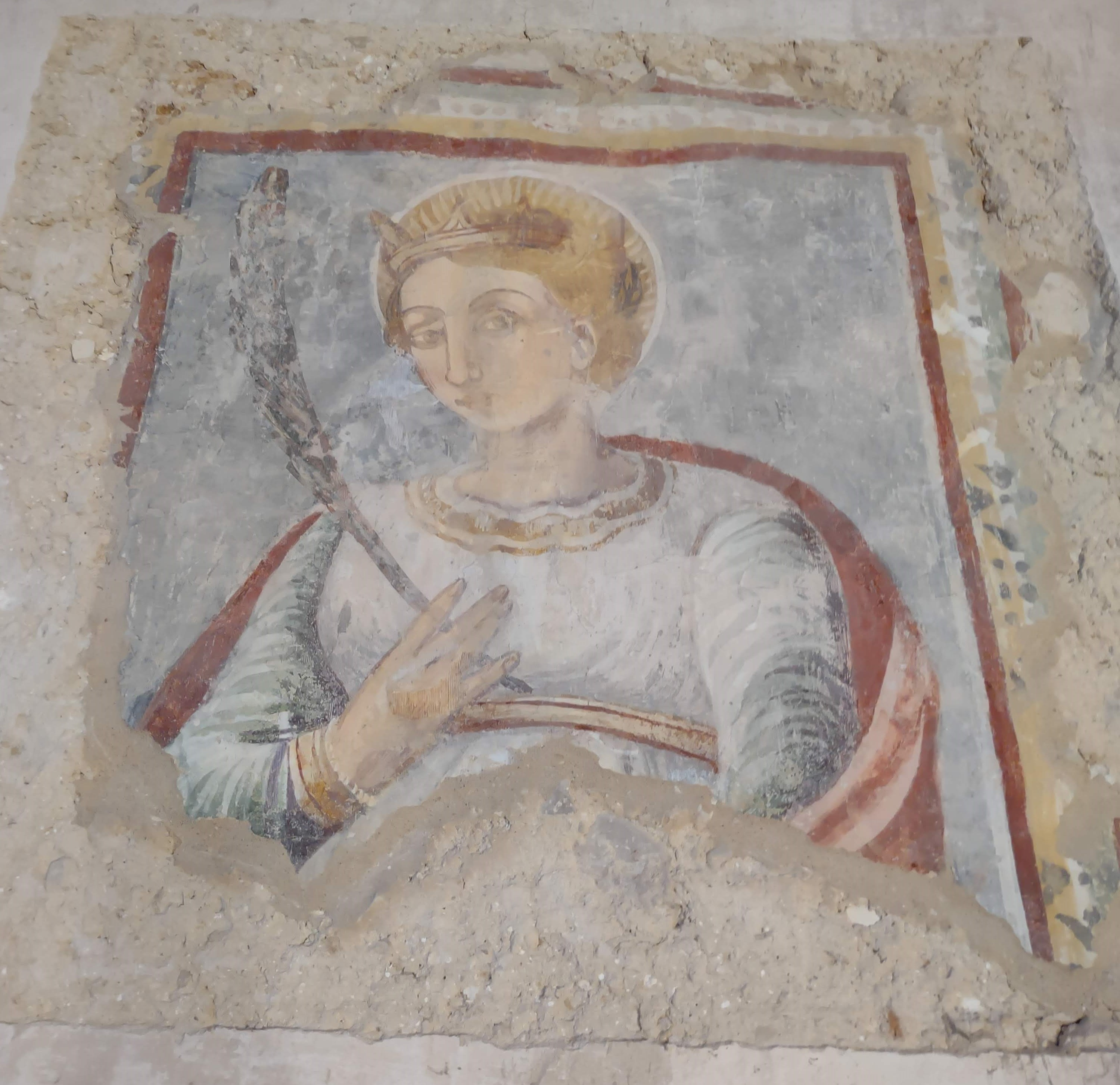
Lacerto di affresco con il voto di una martire sulla parete sinistra.

Gli affreschi subirono gravi danni a causa della rovina cui andò incontro la chiesa nella seconda metà del Novecento: la mancata manutenzione della copertura portò al crollo di parte del tetto. Per lunghi anni le pitture rimasero sottoposte alle intemperie e agli agenti atmosferici.
Nonostante i danni del tempo, anche grazie ai recenti restauri, gli affreschi della chiesa di San Giovanni di Roccaranieri sono tuttora visibili e visitabili seppure decisamente ammalorati specie nella parete del tamburo absidale sul lato destro della chiesa.
È possibile, ancora oggi, apprezzare molti dei dettagli degli affreschi facendo tesoro dell'accurata descrizione che fece, in uno studio del 1959, lo storico dell'arte Cesare Verani. Il Verani vide gli affreschi prima del degrado sopravanzato nella seconda metà del secolo e ne annotò - con assoluta precisione - temi, soggetti, personaggi, figure e colori che oggi sfuggirebbero anche all'occhio dell'osservatore più attento.

#### Il ciclo di affreschi nella zona absidale

##### Prospetto absidale: l'Annunciazione
Sull'arco absidale è rappresentata un'Annunciazione, come narrata nel Vangelo secondo Matteo (1,18-25) e nel Vangelo secondo Luca (1,26-38) con le due figure principali sui lati: l'Arcangelo Gabriele sulla sinistra e la Vergine sulla destra.
Il tema dell'Annunciazione a Maria è strettamente legato al resto della decorazione in onore del dedicatario della chiesa, San Giovanni Battista, cugino di Cristo.
(Cesare Verani, Gli affreschi della Chiesa di S. Giovanni Battista a Rocca Ranieri, in La Sabina, Gennaio - Aprile 1959)

##### Conca absidale: l'Incoronazione della Vergine
Sul catino absidale è affrescata l'incoronazione della Vergine tra otto angeli ed i santi Pietro e Paolo, Sebastiano e Giovanni Evangelista, Rocco e Stefano.

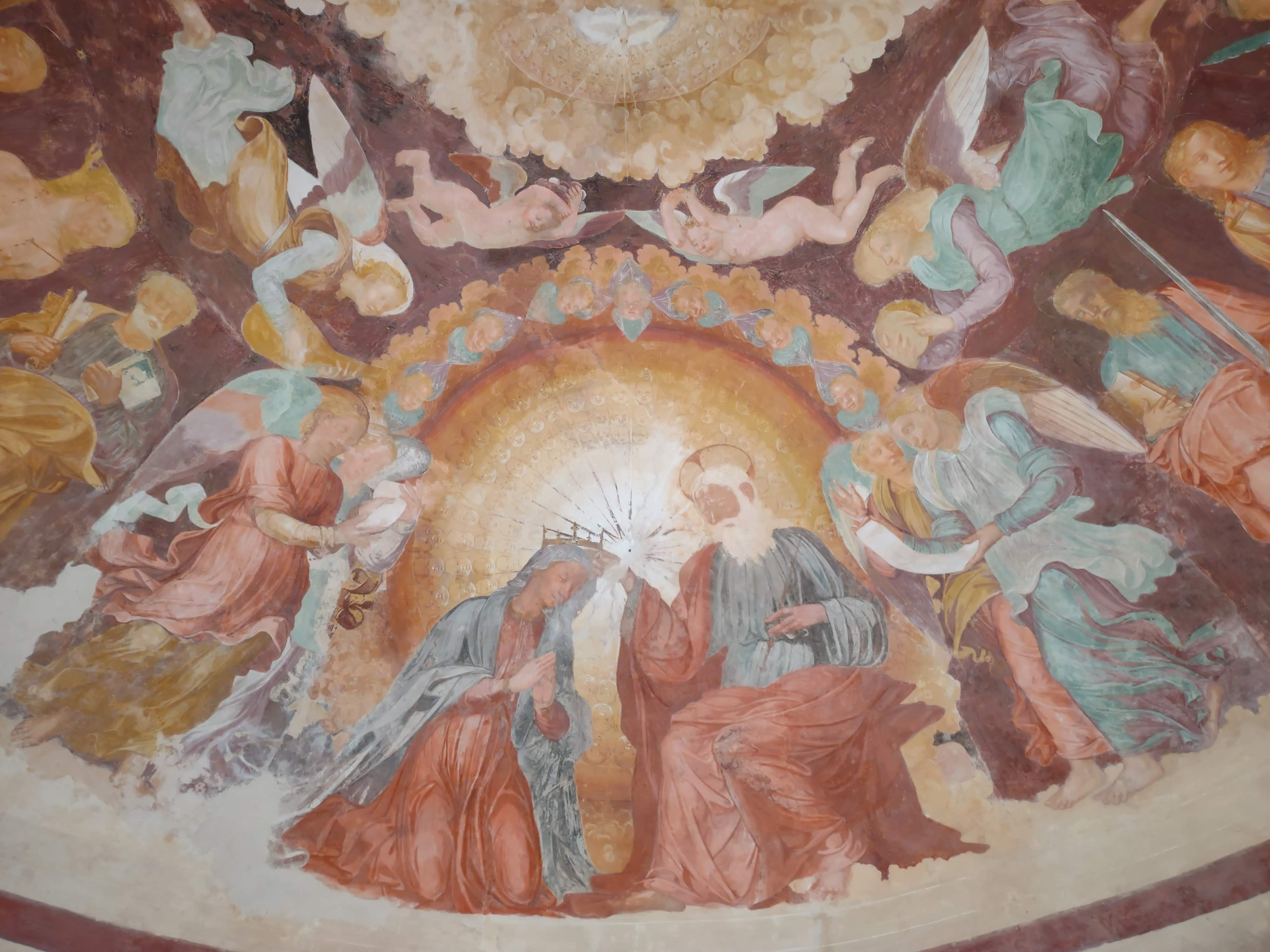
Incoronazione della Vergine (particolare).

Nelle parole del Verani:
(Cesare Verani, Gli affreschi della Chiesa di S. Giovanni Battista a Rocca Ranieri, in La Sabina, Gennaio - Aprile 1959)

##### Tamburo absidale: scene della vita di San Giovanni Battista
Sul tamburo absidale sono dipinte tre scene della vita di San Giovanni Battista:
- La nascita e l'imposizione del nome
- Il battesimo di Cristo
- La decapitazione di San Giovanni (Il convito di Erode e la danza di Salomè)

(Cesare Verani, Gli affreschi della Chiesa di S. Giovanni Battista a Rocca Ranieri, in La Sabina, Gennaio - Aprile 1959)

###### La nascita e l'imposizione del nome
La prima scena a sinistra della parete del tamburo absidale è la nascita di San Giovanni dal vangelo di Luca (Lc 1,5–25; Lc 1,57-66). 

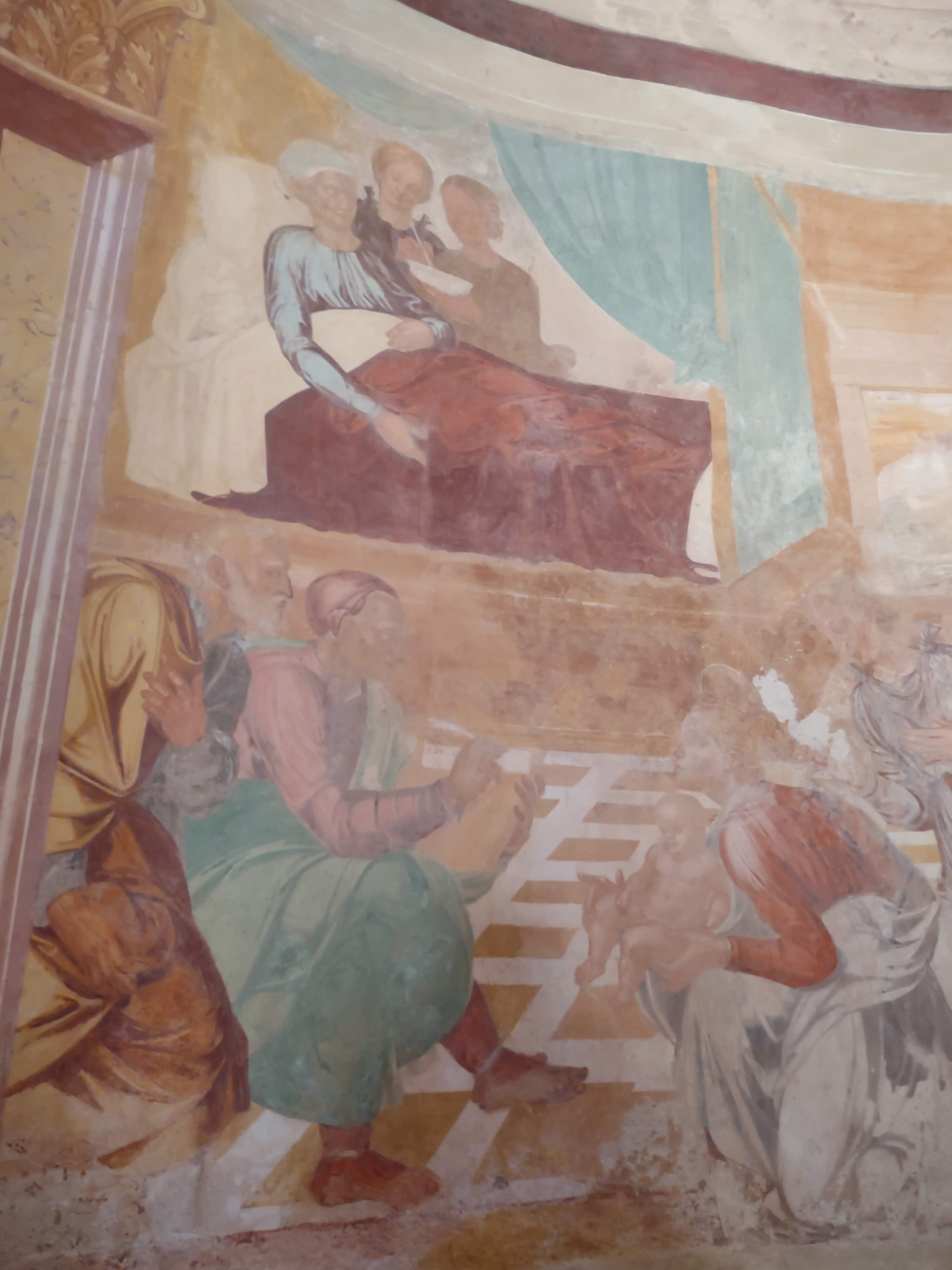
Nascita di San Giovanni (particolare).

Sullo sfondo Santa Elisabetta, madre del Battista, cugina di Maria, riposa a letto dopo il parto.  
Causa del danno agli affreschi sulla parete del tamburo absidale, in particolar modo sul lato destro della struttura, è l'umidità. Il fenomeno è in gran parte ascrivibile al terreno di riporto a contatto con le mura all'esterno della chiesa, sul lato verso il monte, quello corrispondente alla parete destra della navata. Ivi, specie verso l'abside, infatti, il terreno all'esterno della chiesa raggiunge un livello ben al di sopra del pavimento della chiesa sovrapponibile alle pareti affrescate del tamburo absidale.
La realizzazione, nella seconda metà del ventesimo secolo, della strada carreggiabile attigua alla chiesa ha accelerato i naturali fenomeni di assestamento del terreno che ha trovato nella parete della chiesa l'unico ostacolo nel suo movimento verso valle.
La pavimentazione della strada contribuisce a far confluire verso la sottostante struttura parte delle precipitazioni che raccoglie accelerando i fenomeni di ammaloramento di ciò che rimane delle pitture del tamburo absidale. L'apposizione di uno strato di guaina impermeabile a ridosso della parete esterna dell'abside durante i recenti lavori di ampliamento dello spazio cimiteriale ha solo parzialmente risolto il problema.
In primo piano San Zaccaria, padre di San Giovanni, il quale, non avendo creduto all'annuncio della nascita del Battista fatta dall'Arcangelo Gabriele, era stato reso muto, è dipinto all'atto della presentazione del neonato mentre scrive in terra il nome con cui vuole che il bambino venga battezzato.
(Cesare Verani, Gli affreschi della Chiesa di S. Giovanni Battista a Rocca Ranieri, in La Sabina, Gennaio - Aprile 1959)

###### Il battesimo di Cristo
Nella seconda scena, al centro della parete absidale, è raffigurato il battesimo di Gesù nel Giordano operato da 

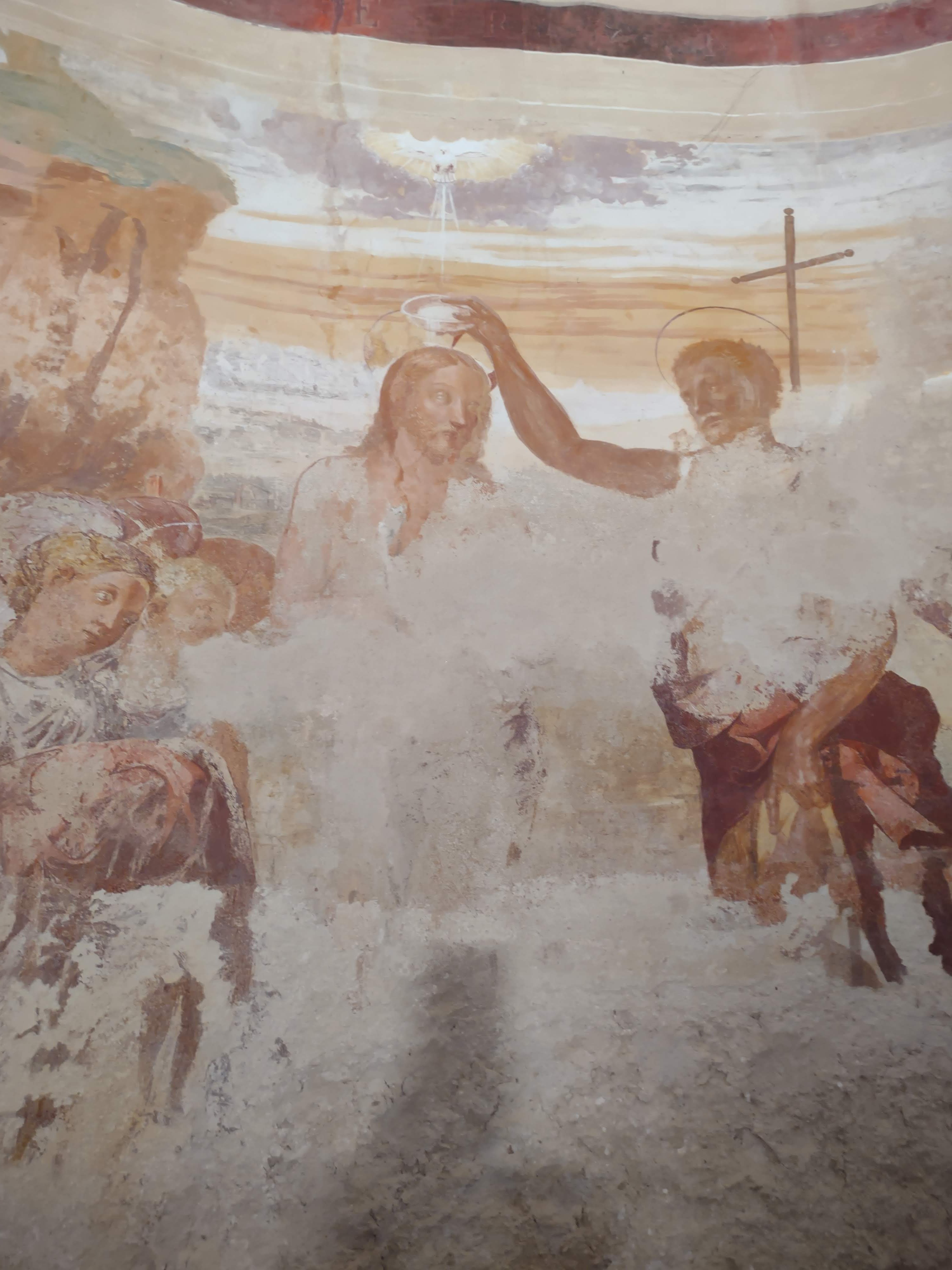
Battesimo di Gesù (particolare).

San Giovanni come descritto nel vangelo secondo Marco (1,9-11), nel vangelo secondo Matteo (3,13-17) e nel vangelo secondo Luca (3,21-22).
(Cesare Verani, Gli affreschi della Chiesa di S. Giovanni Battista a Rocca Ranieri, in La Sabina, Gennaio - Aprile 1959)

###### La decapitazione di San Giovanni (Il convito di Erode e la danza di Salomè)

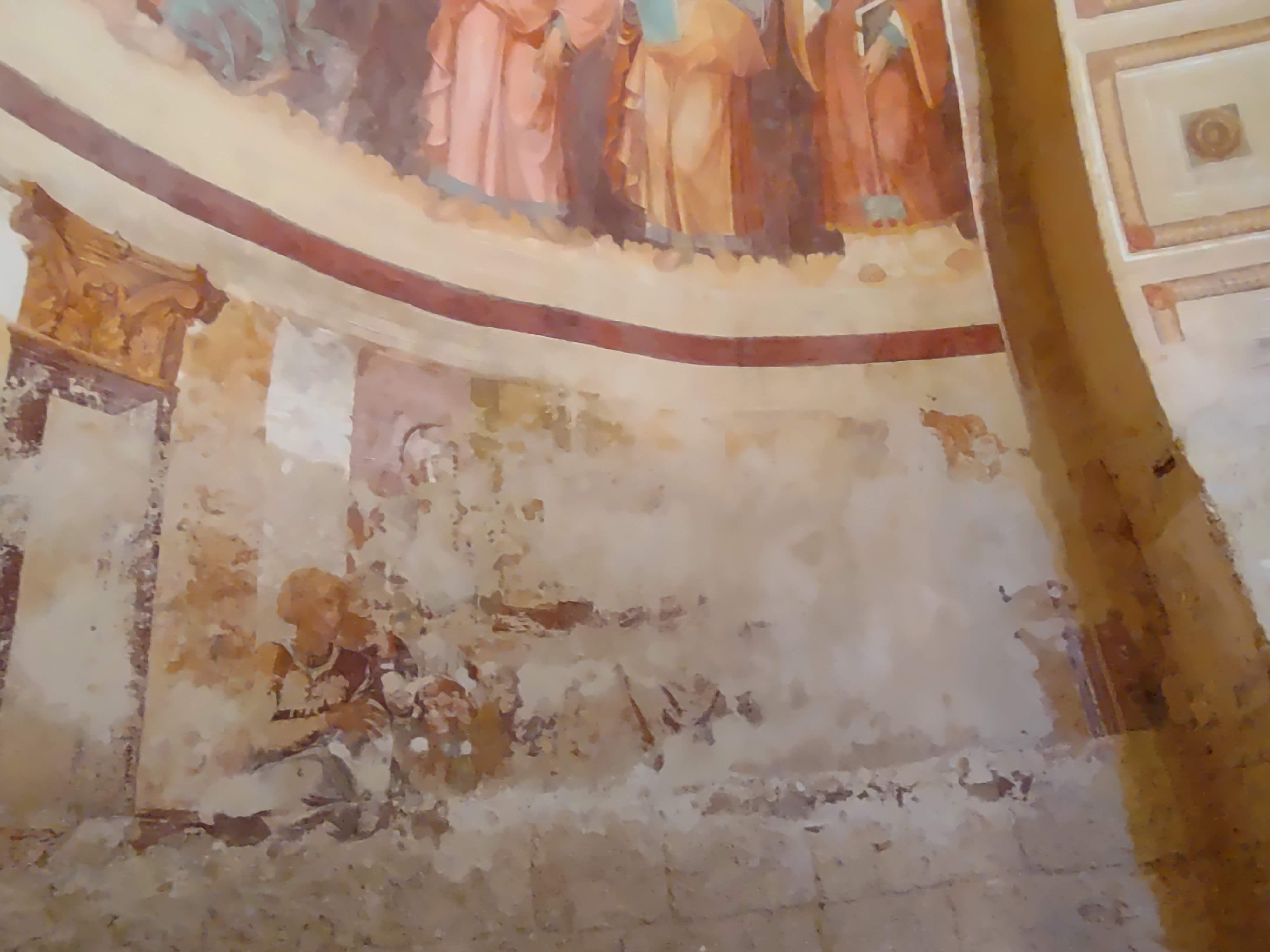
Decapitazione di San Giovanni.

La terza scena, alla sinistra del tamburo absidale, è quella più rovinata a causa dell'umidità. 
Vi è raffigurata la decapitazione (o decollazione) di San Giovanni durante il banchetto di Erode a seguito della danza di Salomè così come raccontato nel vangelo di Marco (6,14-29) e nel vangelo di Matteo (14,3-12), ove il racconto è più dettagliato, mentre nel vangelo di Luca (9,7-9) se ne fa solo un accenno.

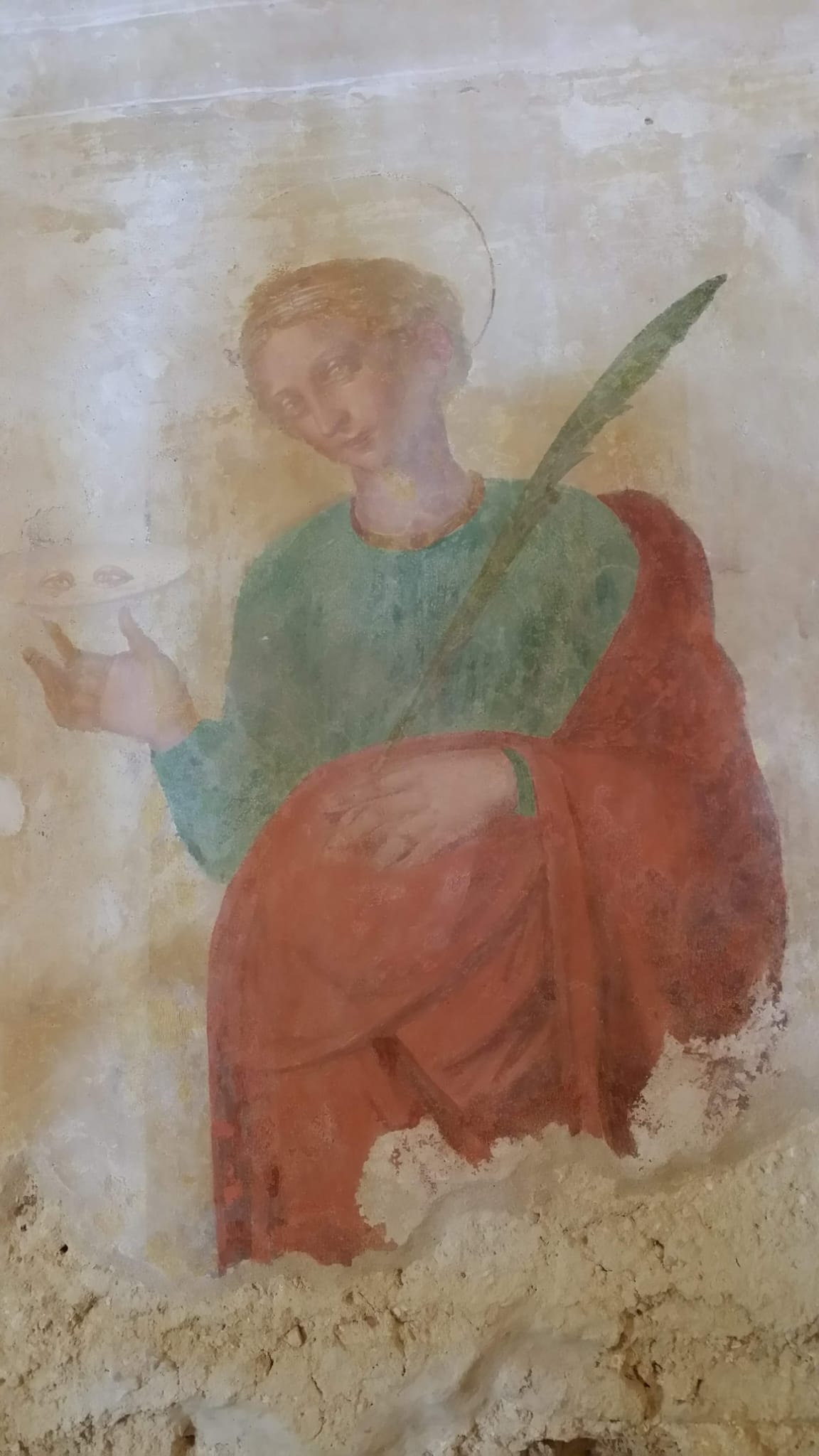
Santa Lucia.

(Cesare Verani, Gli affreschi della Chiesa di S. Giovanni Battista a Rocca Ranieri, in La Sabina, Gennaio - Aprile 1959)

##### Pilastro absidale sinistro: Santa Lucia
Sul pilastro sinistro che sorregge l'arco absidale, ad altezza d'uomo, è presente, apparentemente avulsa dal contesto, una figura dipinta di Santa Lucia.
(Cesare Verani, Gli affreschi della Chiesa di S. Giovanni Battista a Rocca Ranieri, in La Sabina, Gennaio - Aprile 1959)

#### Gli affreschi nei nicchioni della parere sinistra della navata

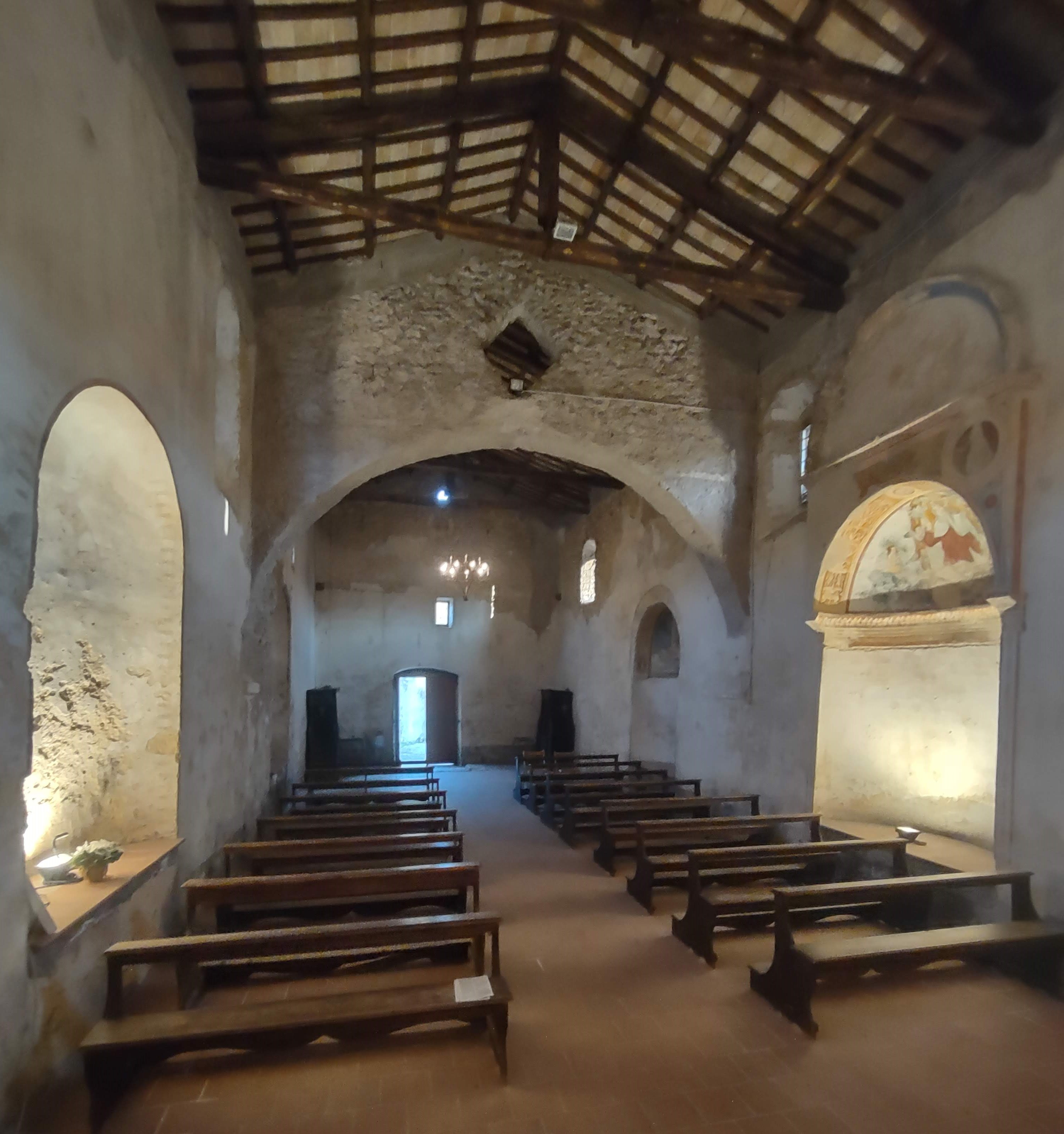
Vista dei Nicchioni di fondo.

Nella parte di sinistra della navata si aprono due nicchioni sulle cui calotte sono dipinti un Cristo benedicente e un Dio Padre benedicente tra due angeli.
(Cesare Verani, Gli affreschi della Chiesa di S. Giovanni Battista a Rocca Ranieri, in La Sabina, Gennaio - Aprile 1959)

##### Primo nicchione a sinistra - Cristo benedicente

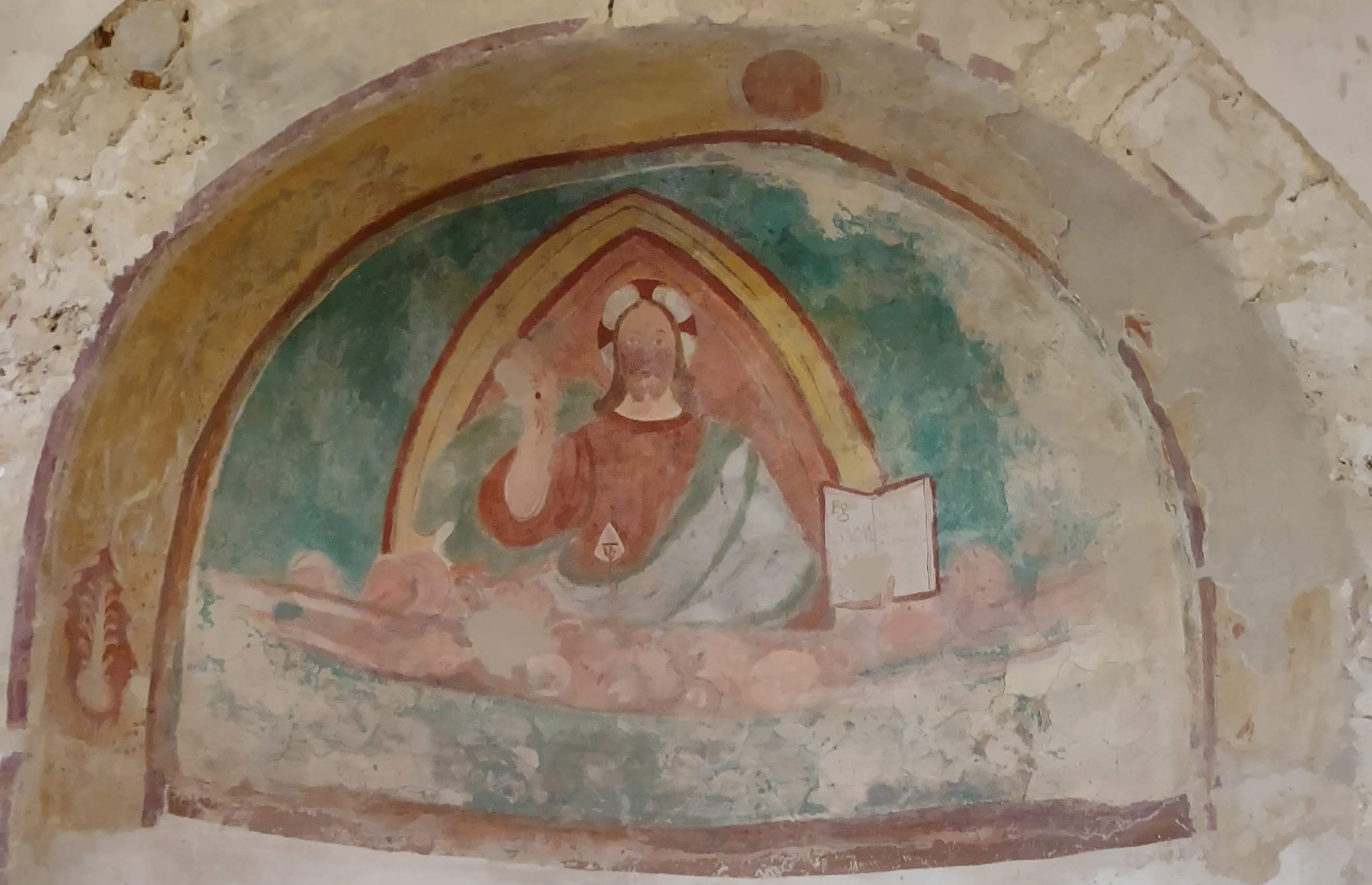
Cristo Benedicente.

Sulla calotta del primo nicchione a sinistra la figura del Cristo benedicente è rappresentata frontale a mezza figura, con la destra benedicente e la sinistra che regge un libro aperto invece del più tradizionale globo.
(Cesare Verani, Gli affreschi della Chiesa di S. Giovanni Battista a Rocca Ranieri, in La Sabina, Gennaio - Aprile 1959)

##### Secondo nicchione a sinistra - Dio Padre benedicente tra due angeli
Sulla calotta del secondo nicchione a sinistra è raffigurato Dio Padre benedicente tra due angeli secondo lo schema della scuola umbra.
(Cesare Verani, Gli affreschi della Chiesa di S. Giovanni Battista a Rocca Ranieri, in La Sabina, Gennaio - Aprile 1959)

L'esterno e la struttura interna
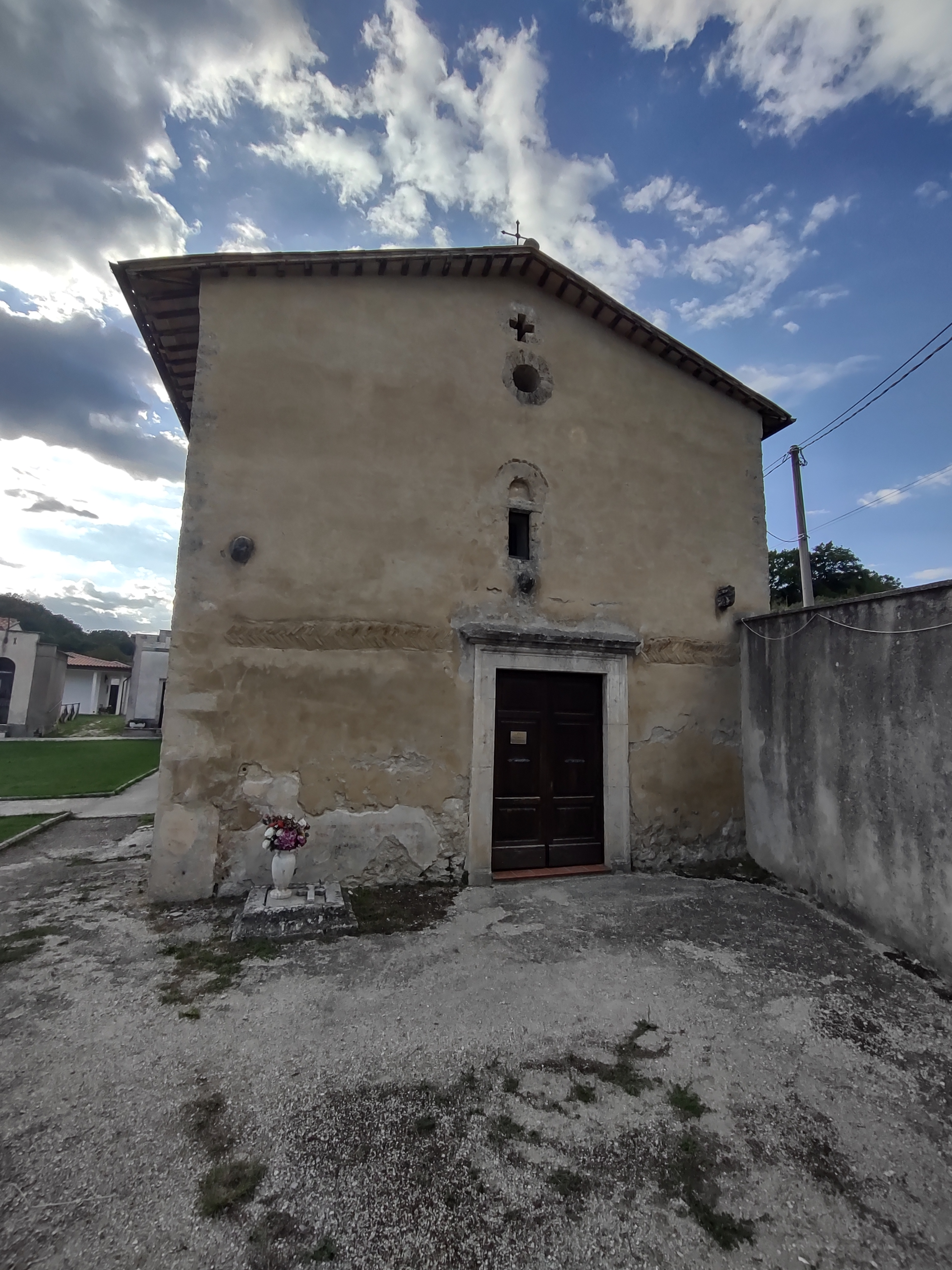
La Facciata.
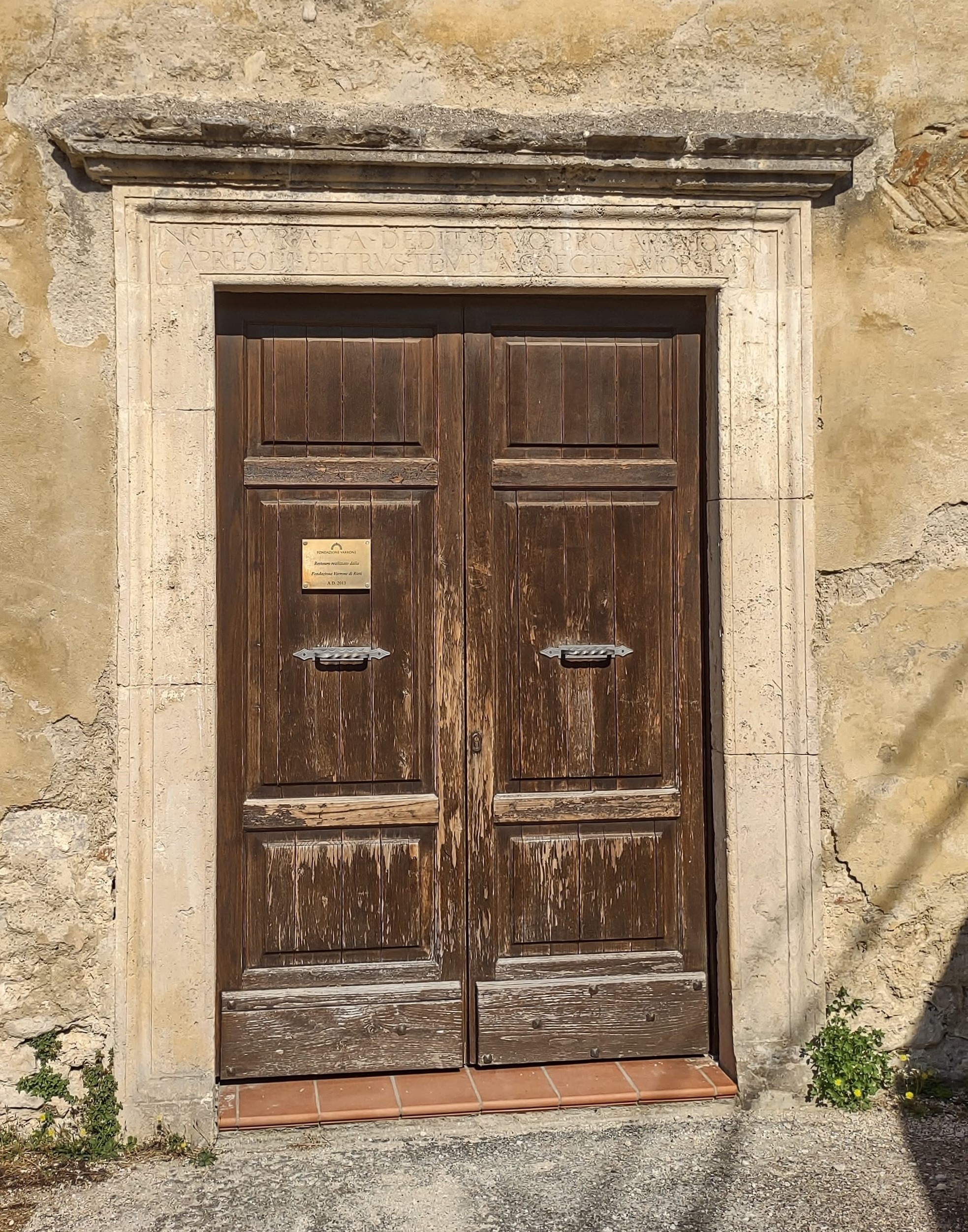
Il portale di ingresso.
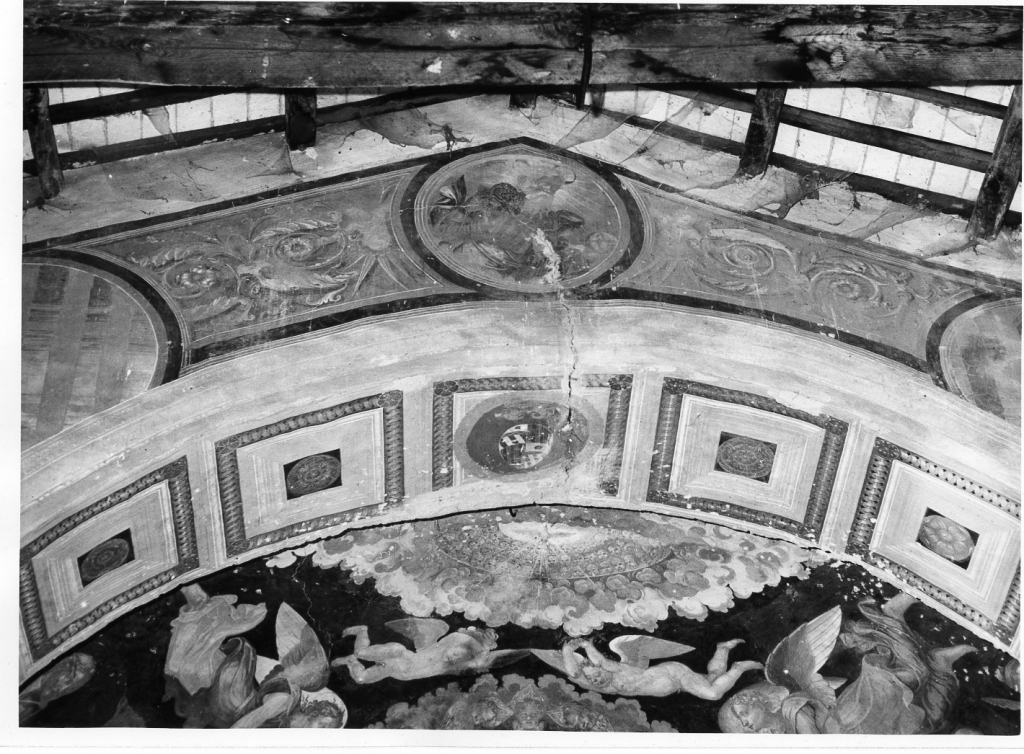
Arco del prospetto absidale.
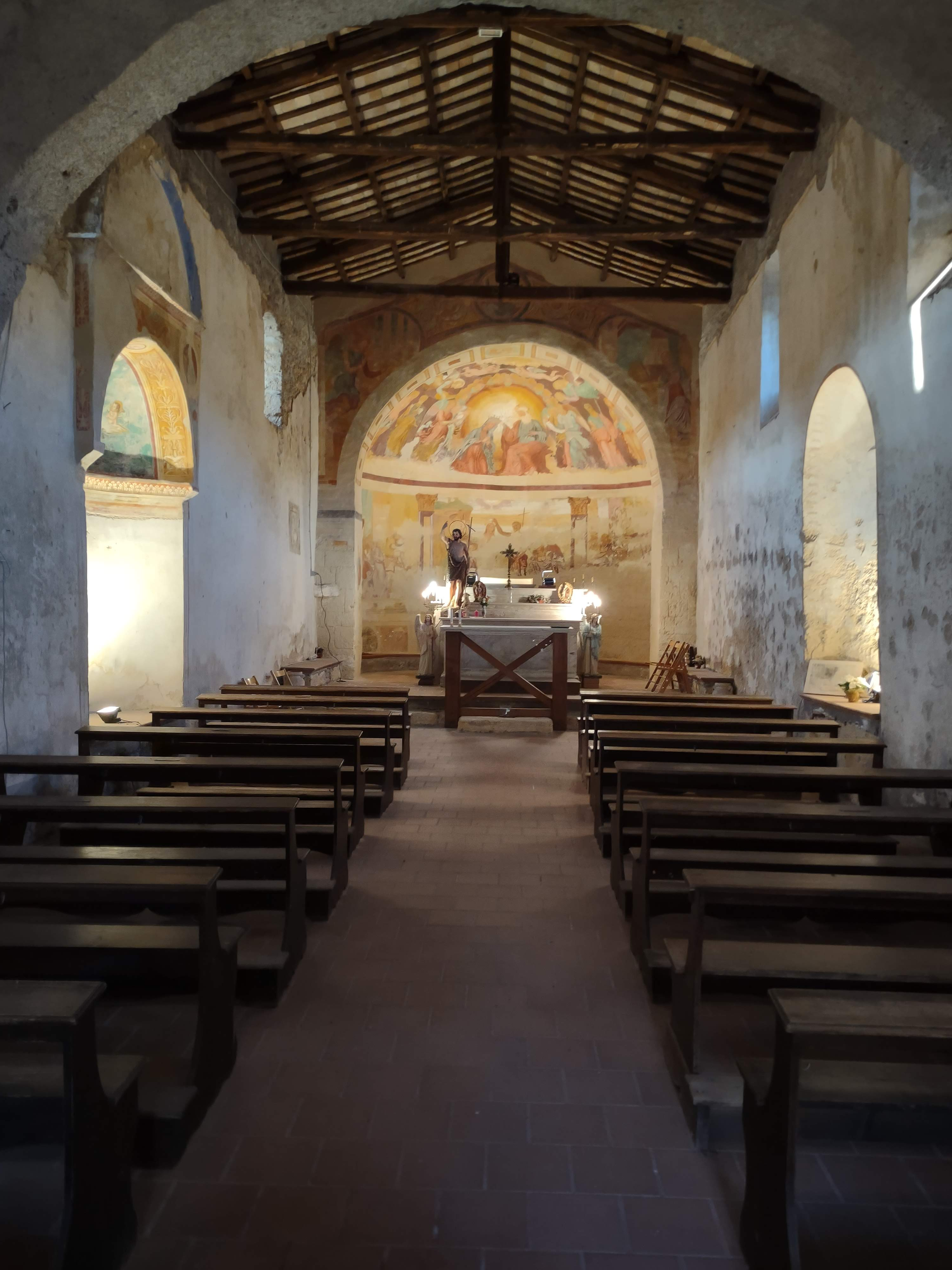
Veduta della navata verso l'abside.
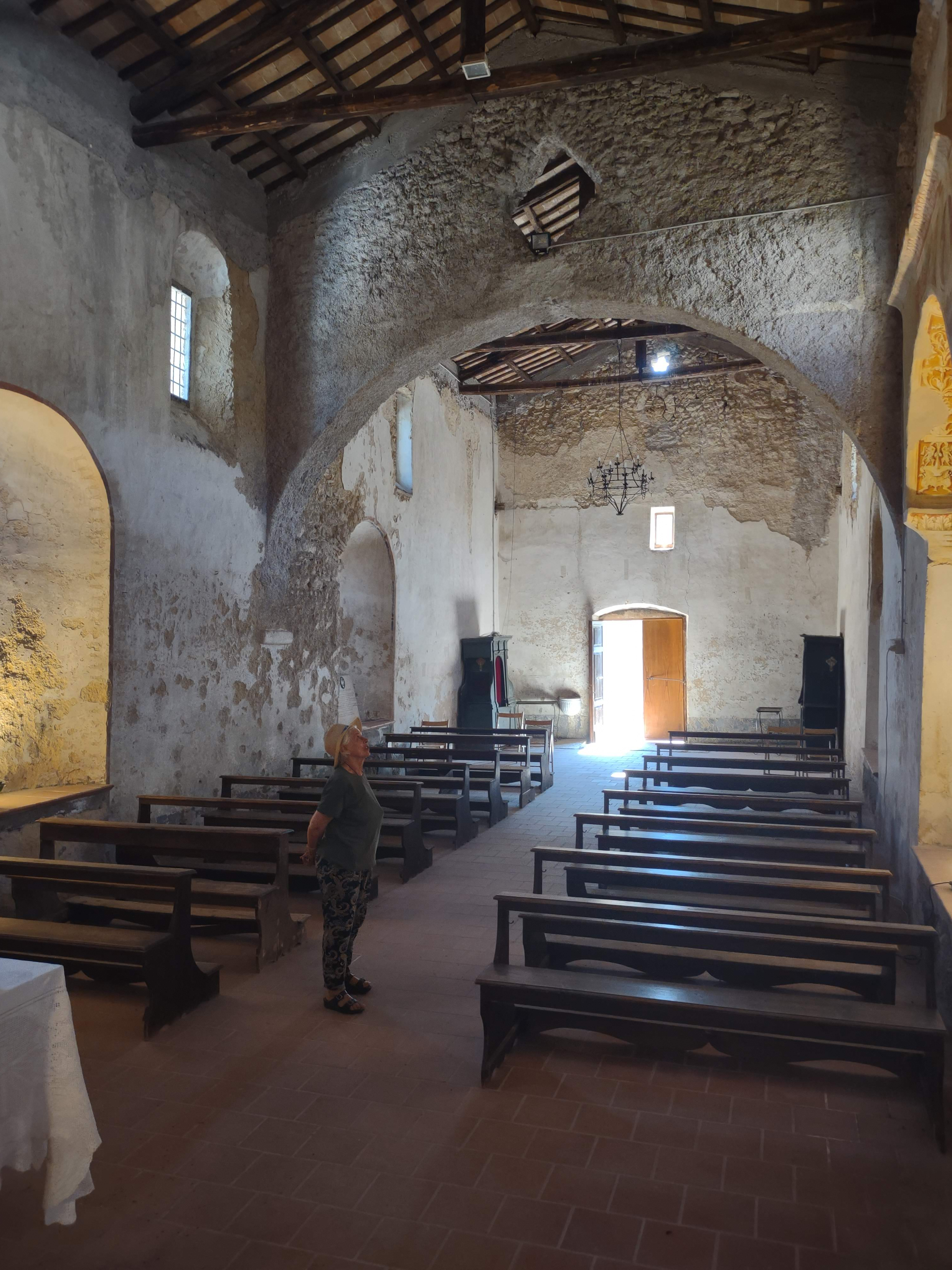
Vista dell'interno verso il portale.
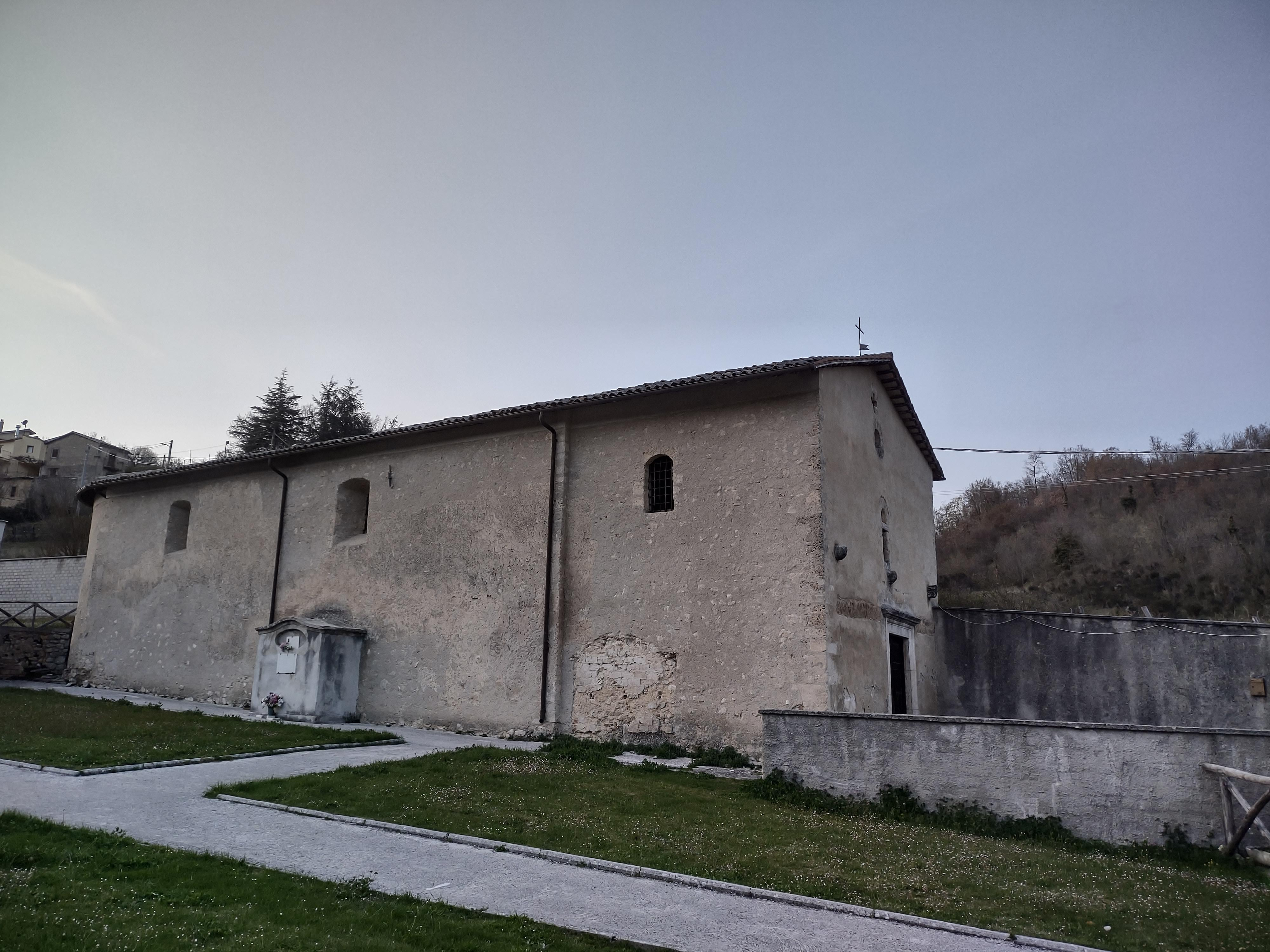
Esterno (lato sinistro).
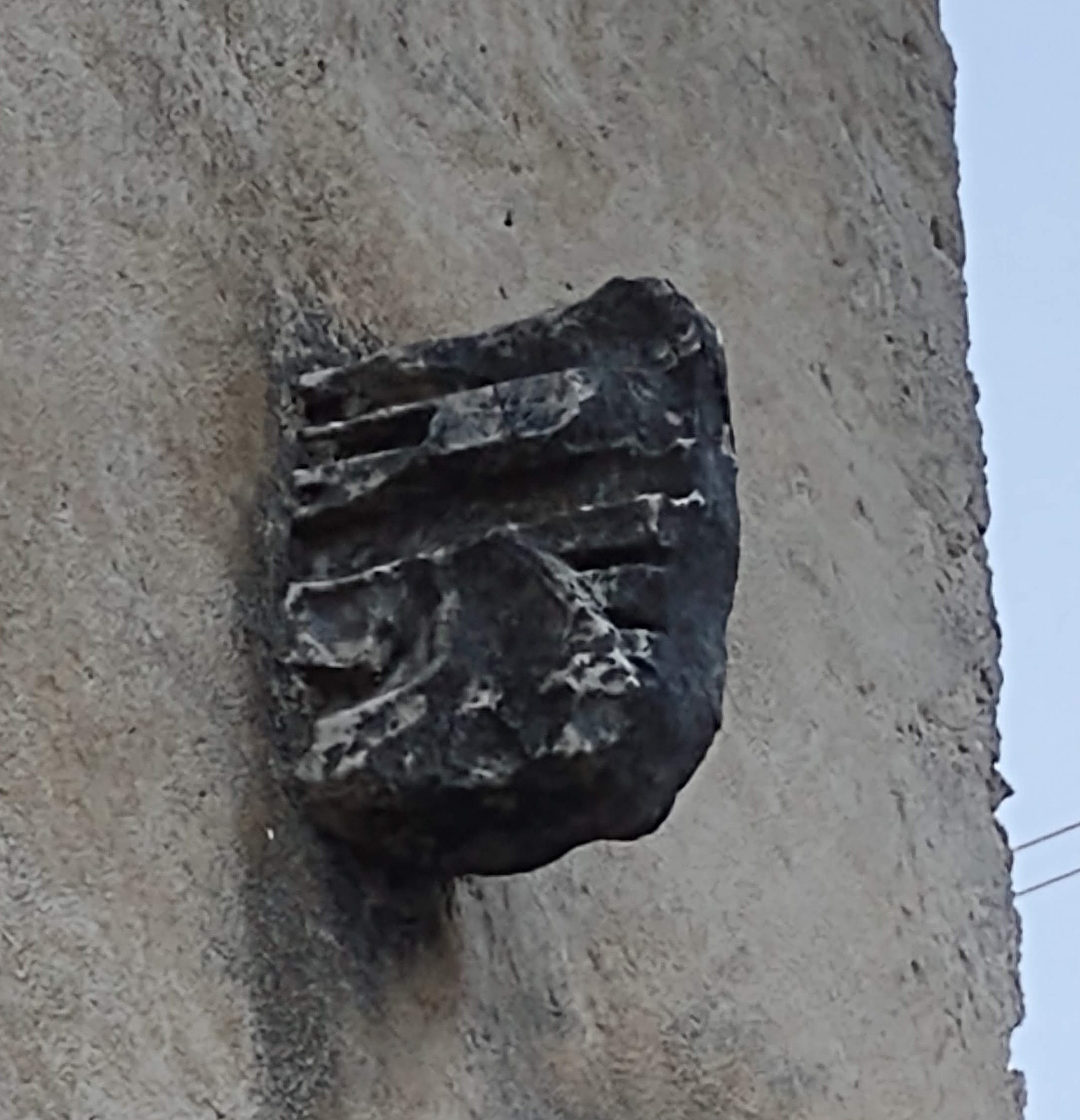
Facciata (dettaglio mensola).

Lo stato degli affreschi della chiesa di San Giovanni negli anni '80.
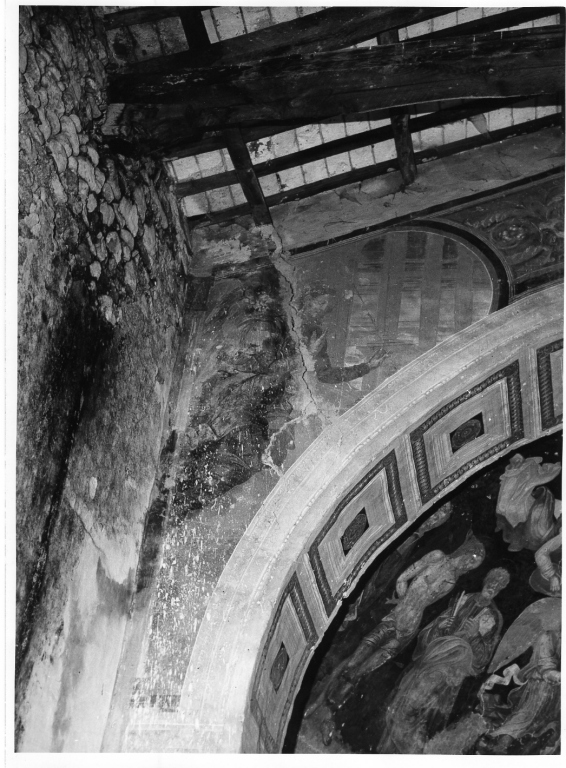
Annunciazione - Arcangelo Gabriele.
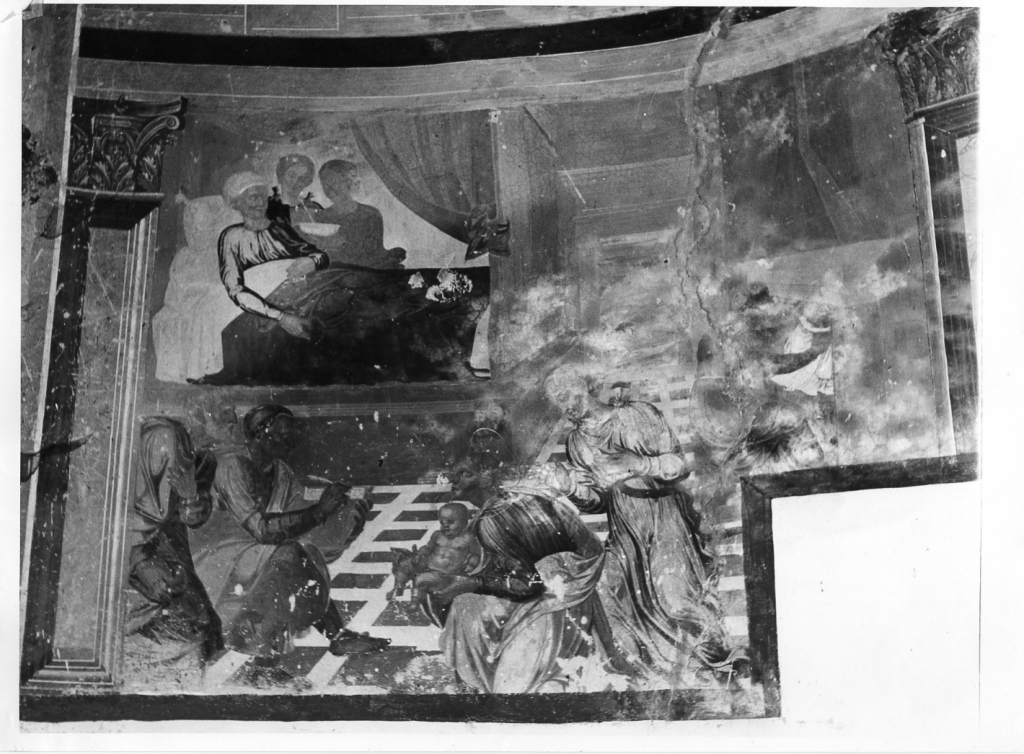
Nascita di San Giovanni.
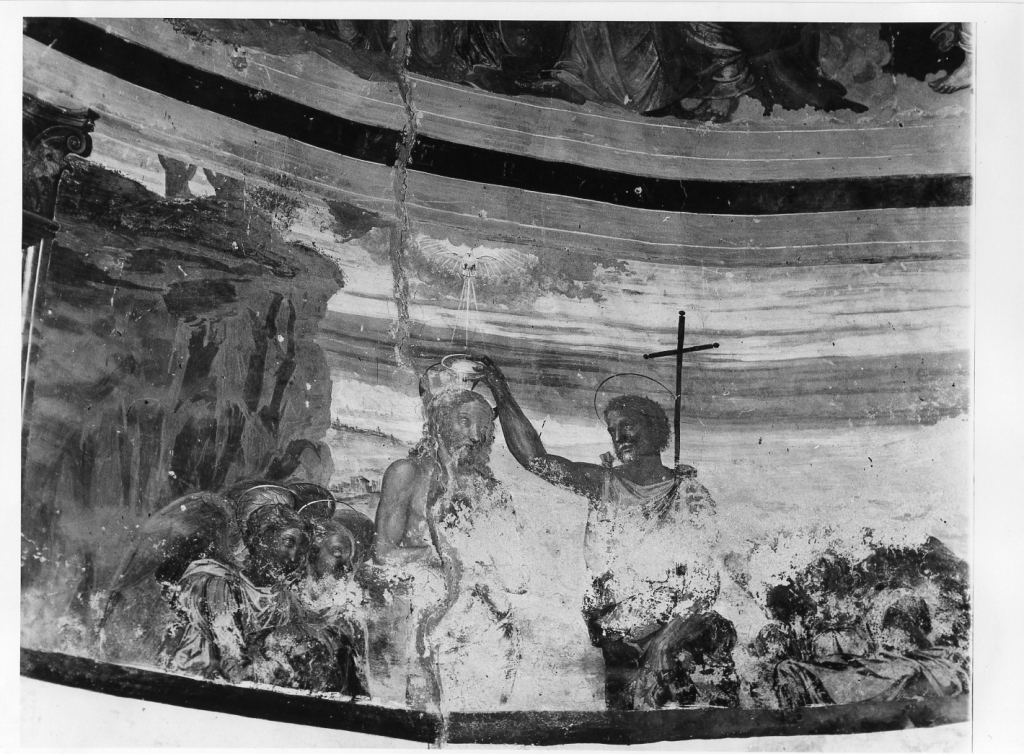
Battesimo nel Giordano.
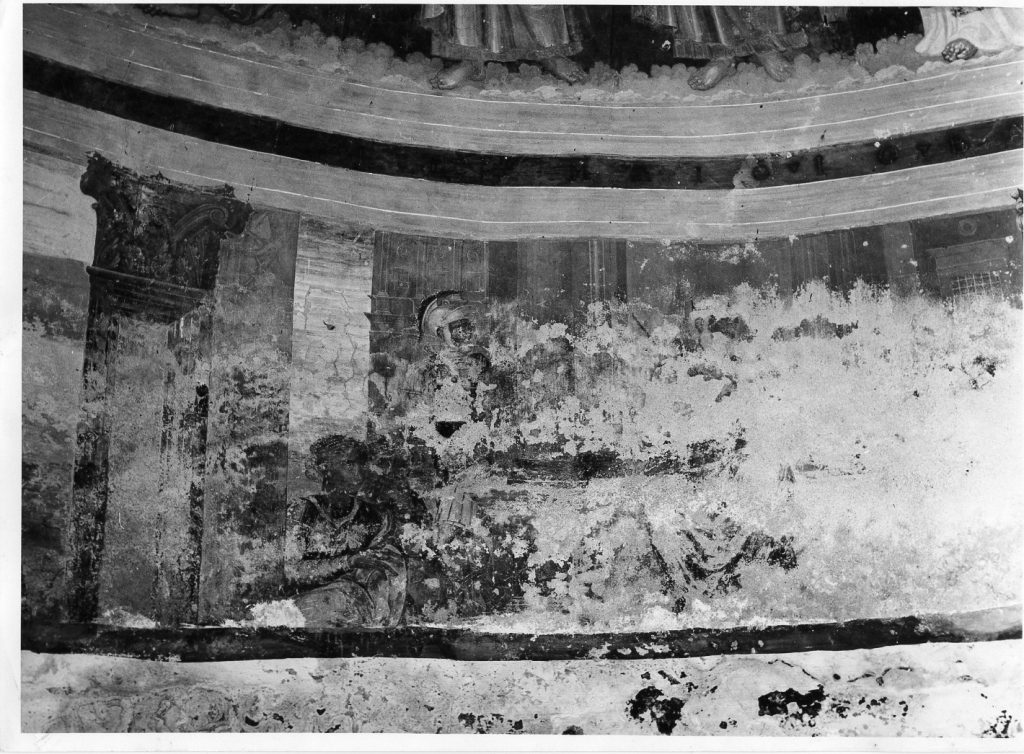
Banchetto di Erode.
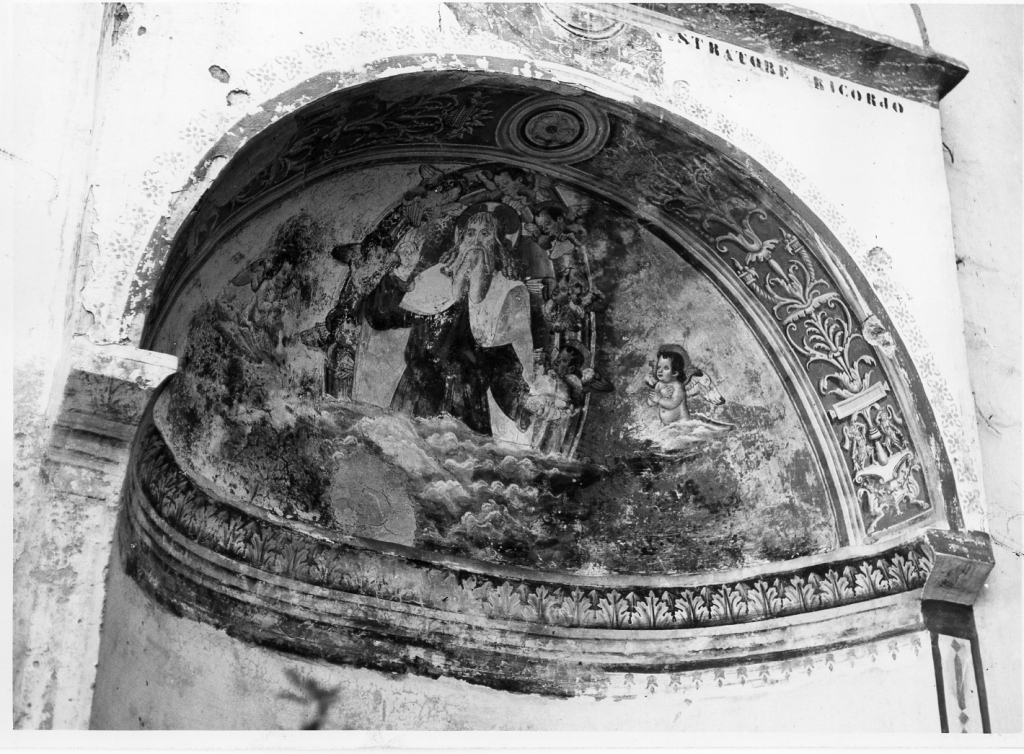
Dio Onnipotente benedicente.

Catino Absidale - Incoronazione della Vergine
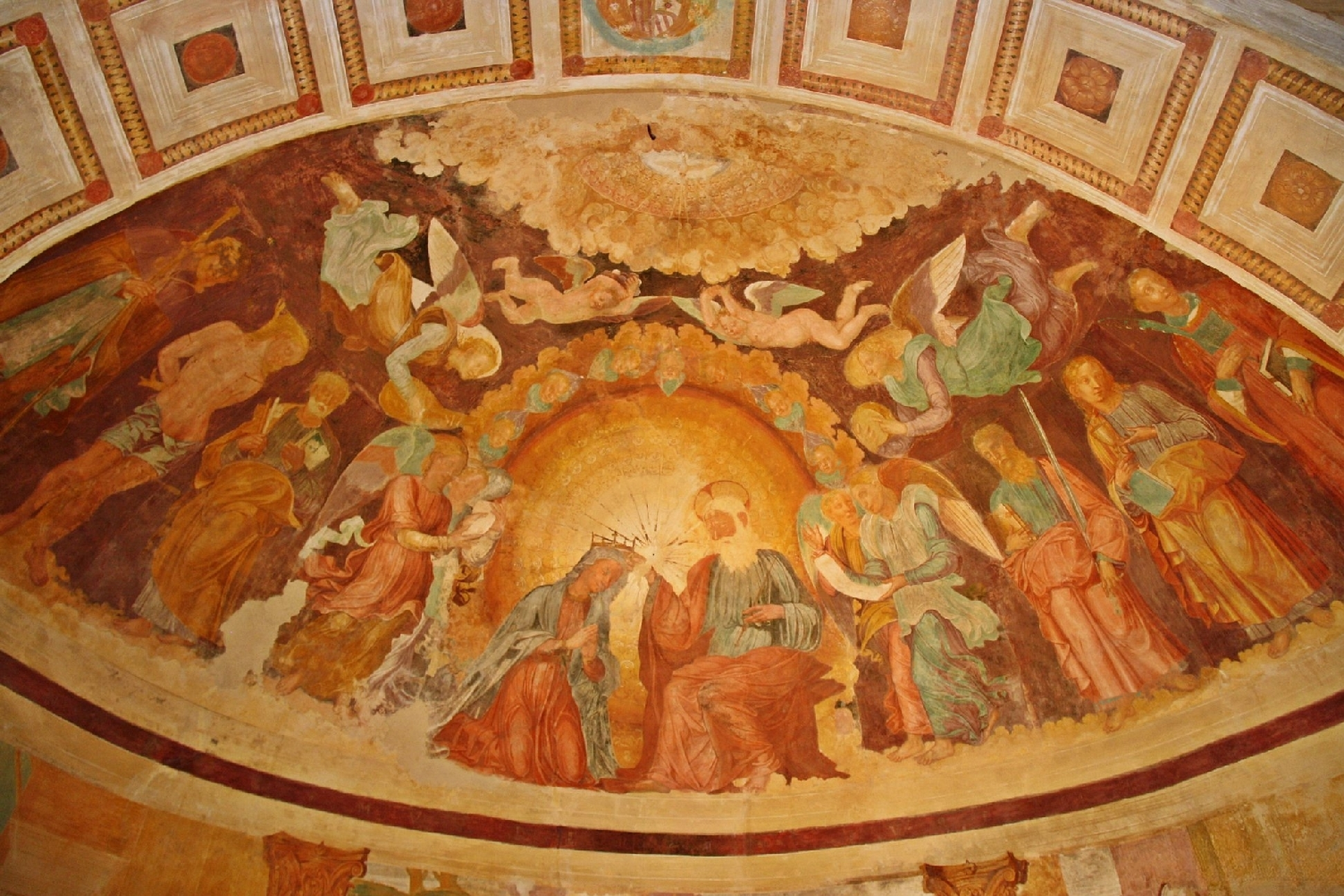
Incoronazione della Vergine Maria.
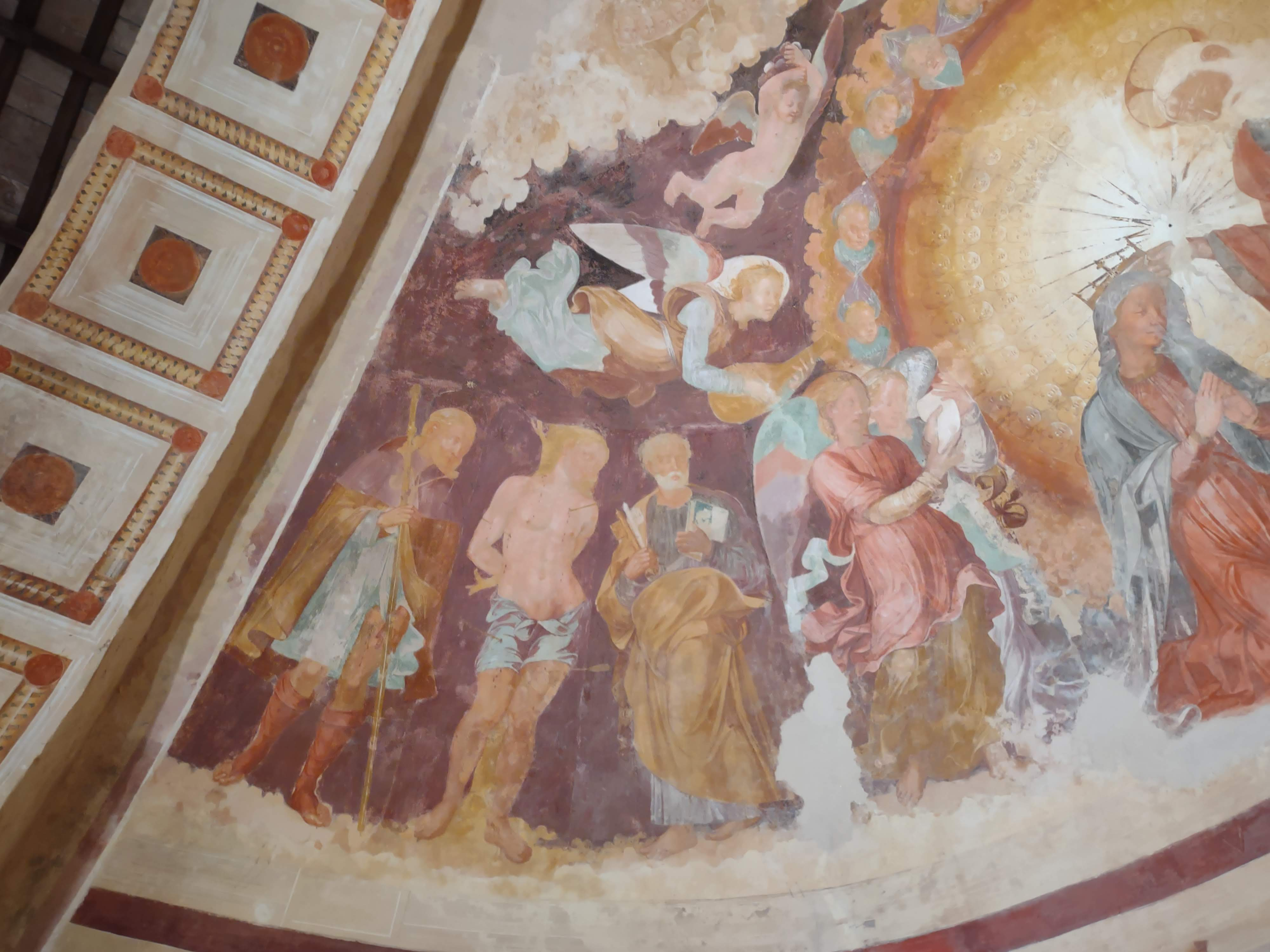
San Rocco, San Sebastiano, San Pietro.
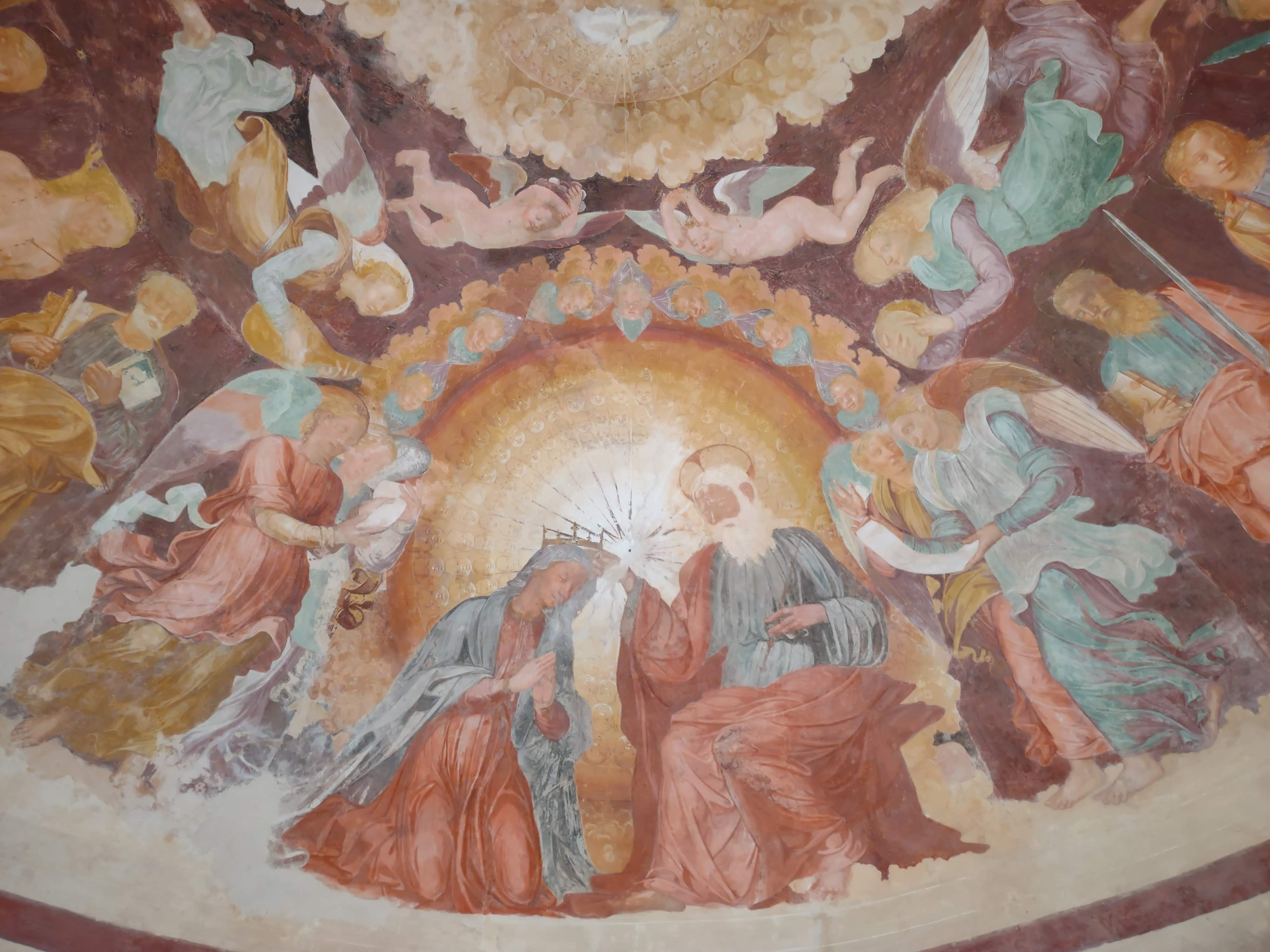
Incoronazione delle Vergine (particolare).
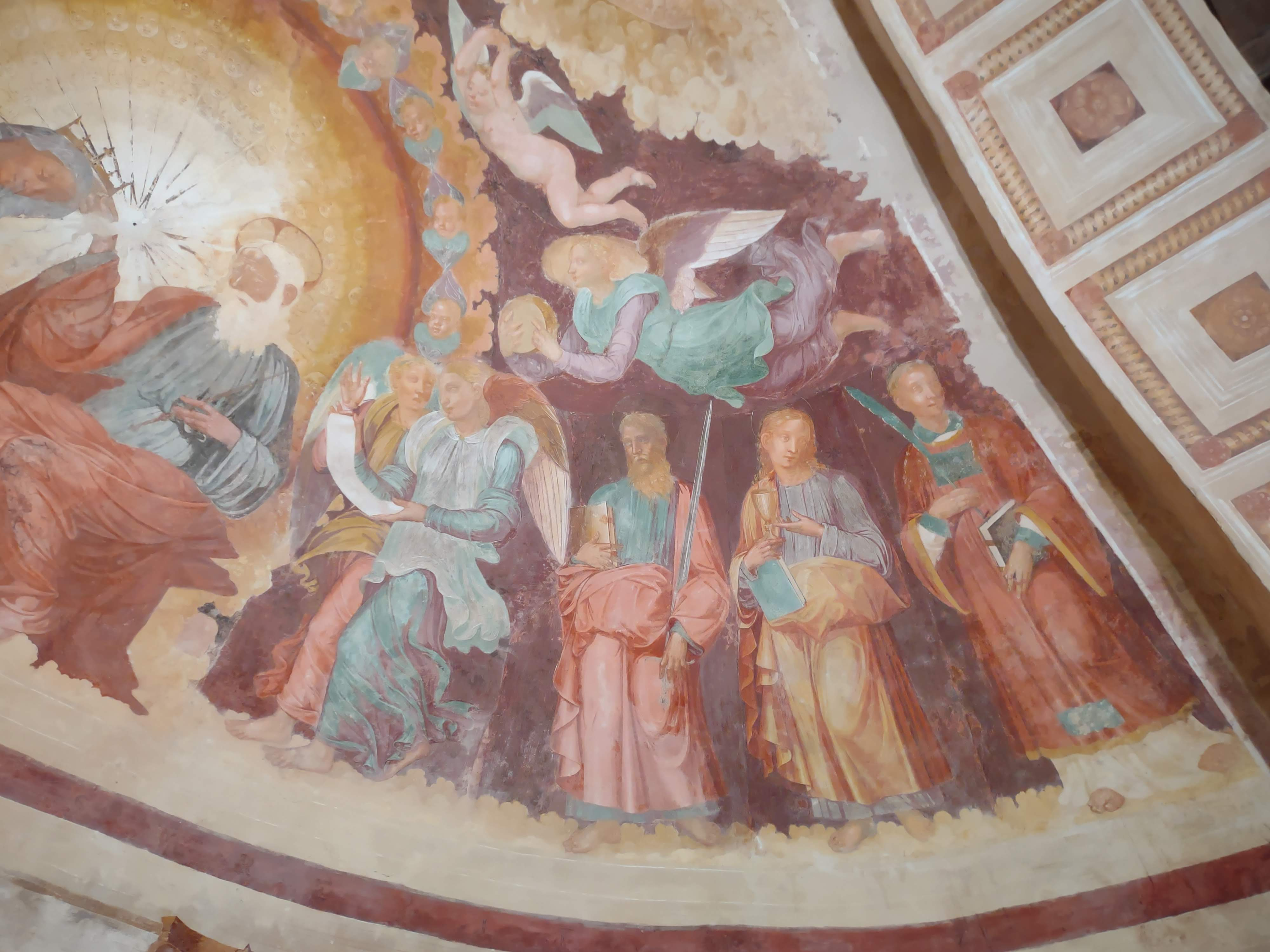
San Paolo, San Giovanni evangelista, Santo Stefano.

Tamburo Absidale - Scene della Vita di San Giovanni Battista
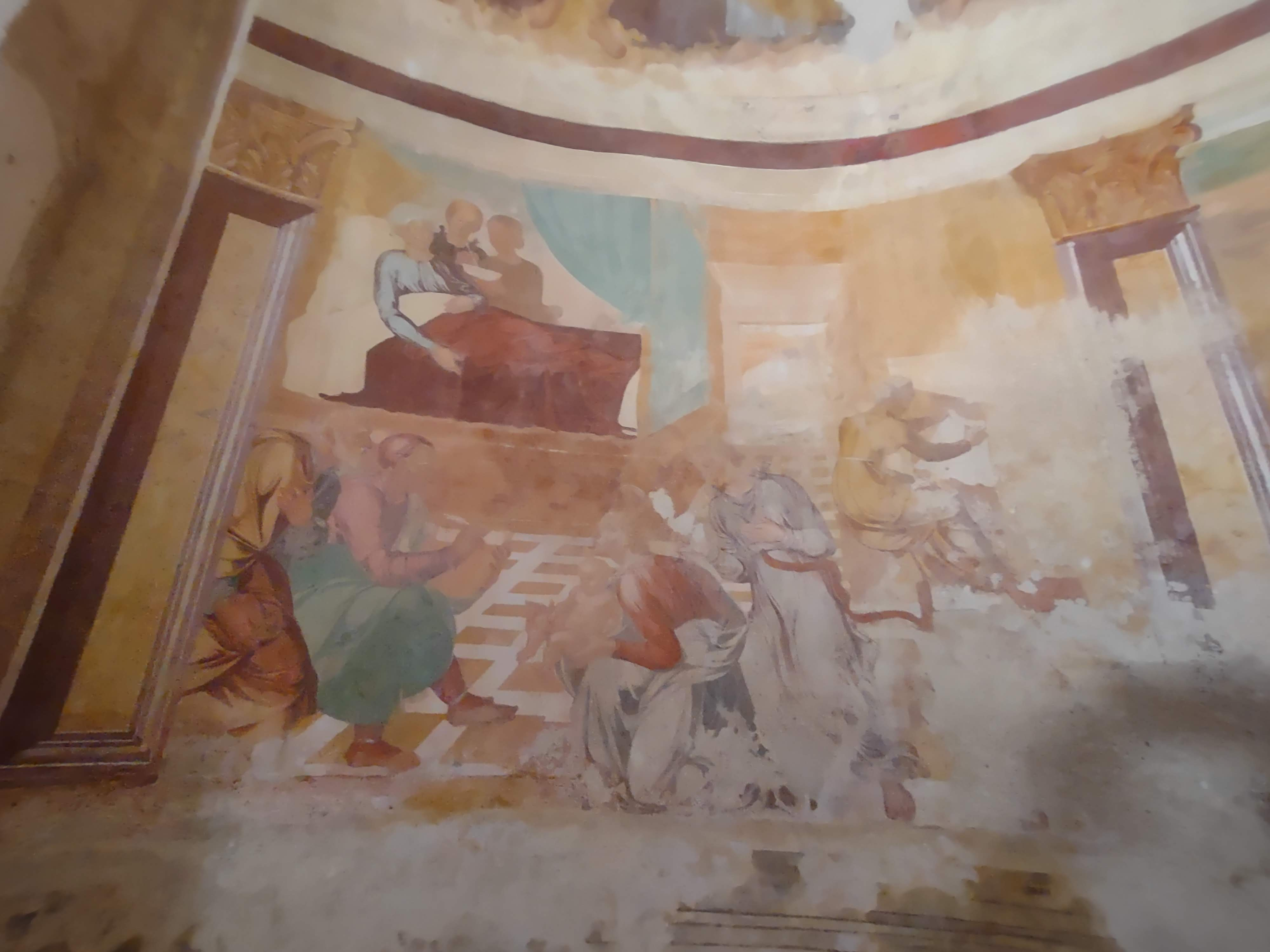
Nascita di San Giovanni.
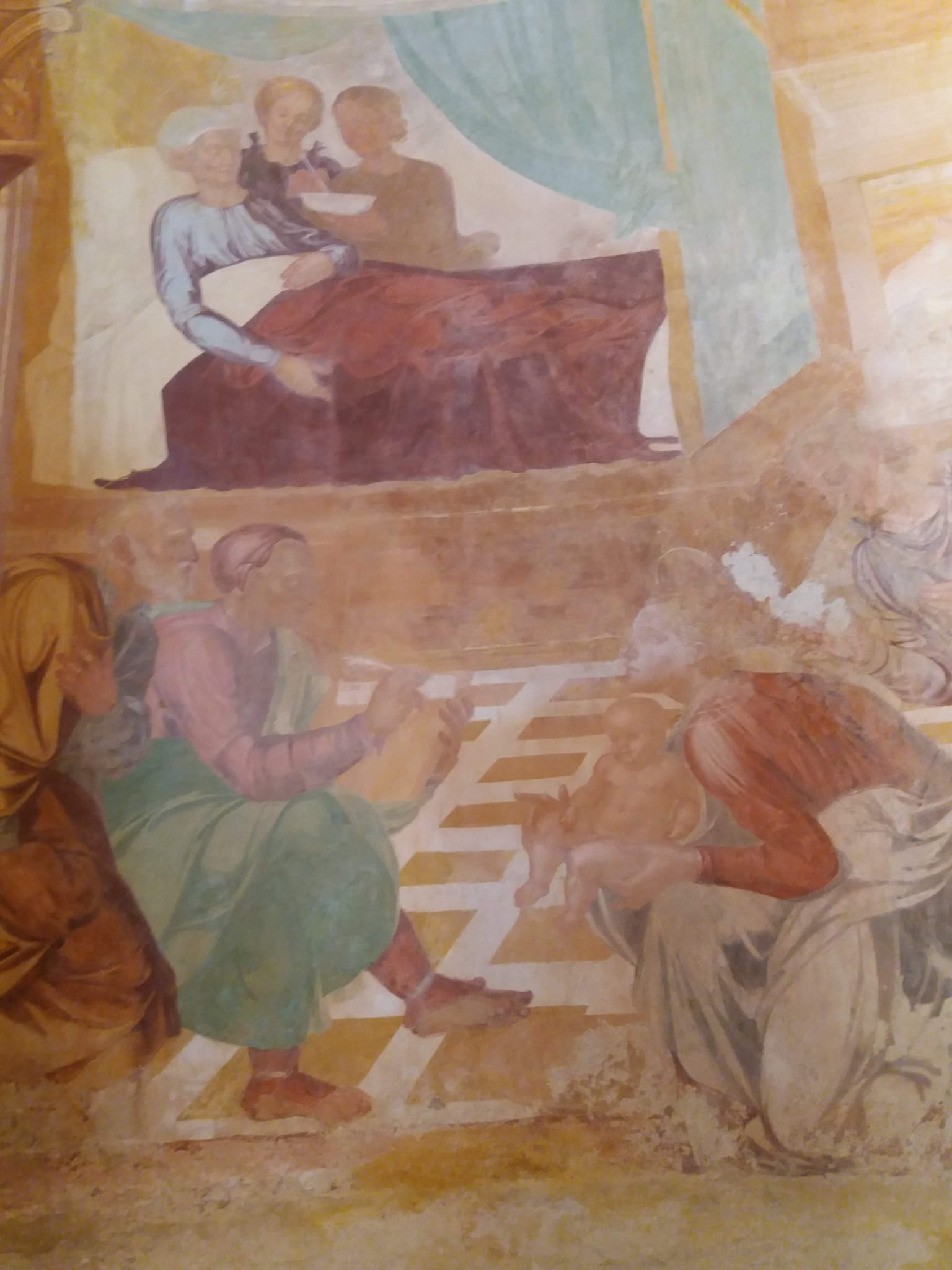
Nascita di San Giovanni (particolare).
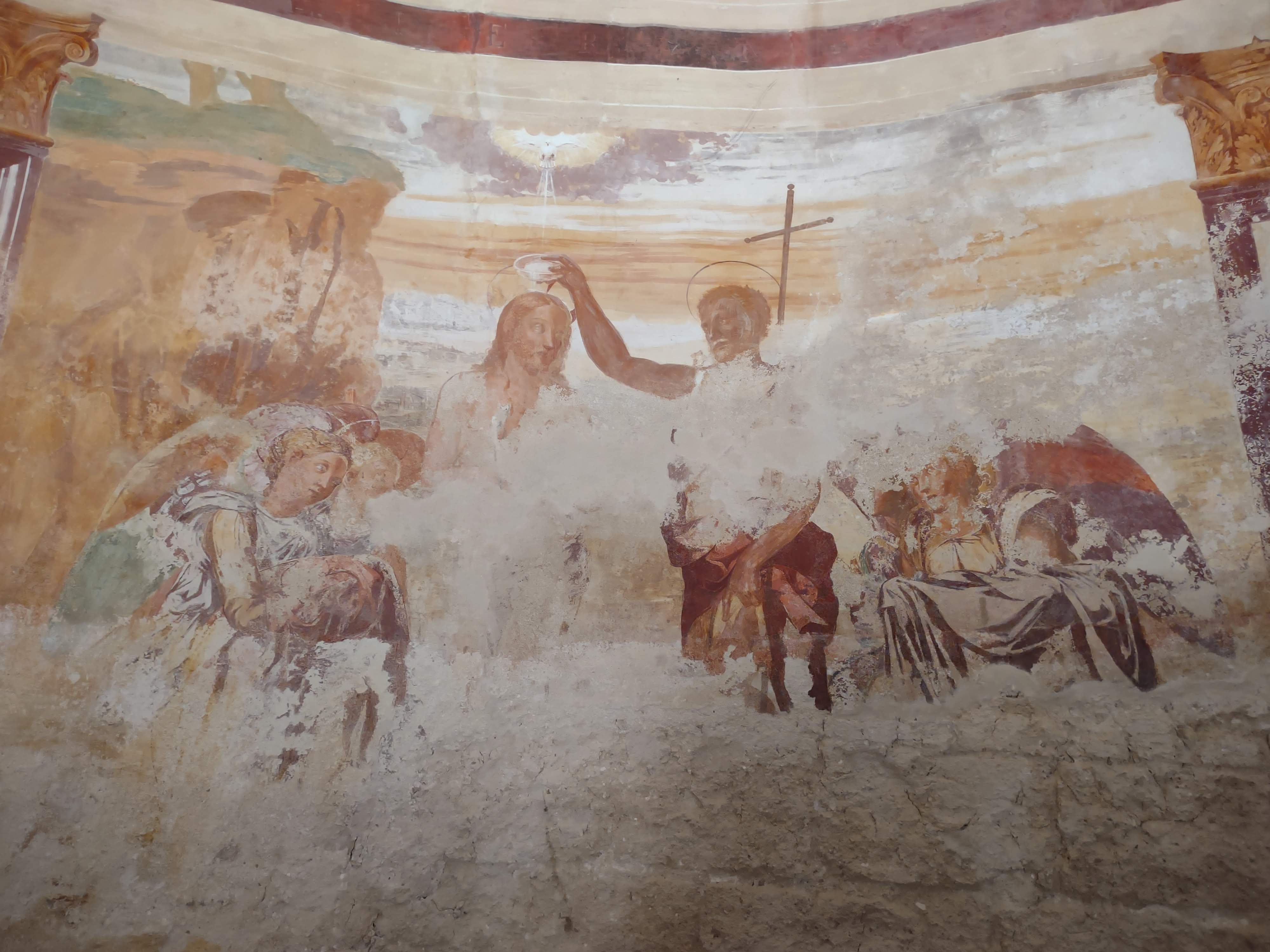
Battesimo di Gesù.
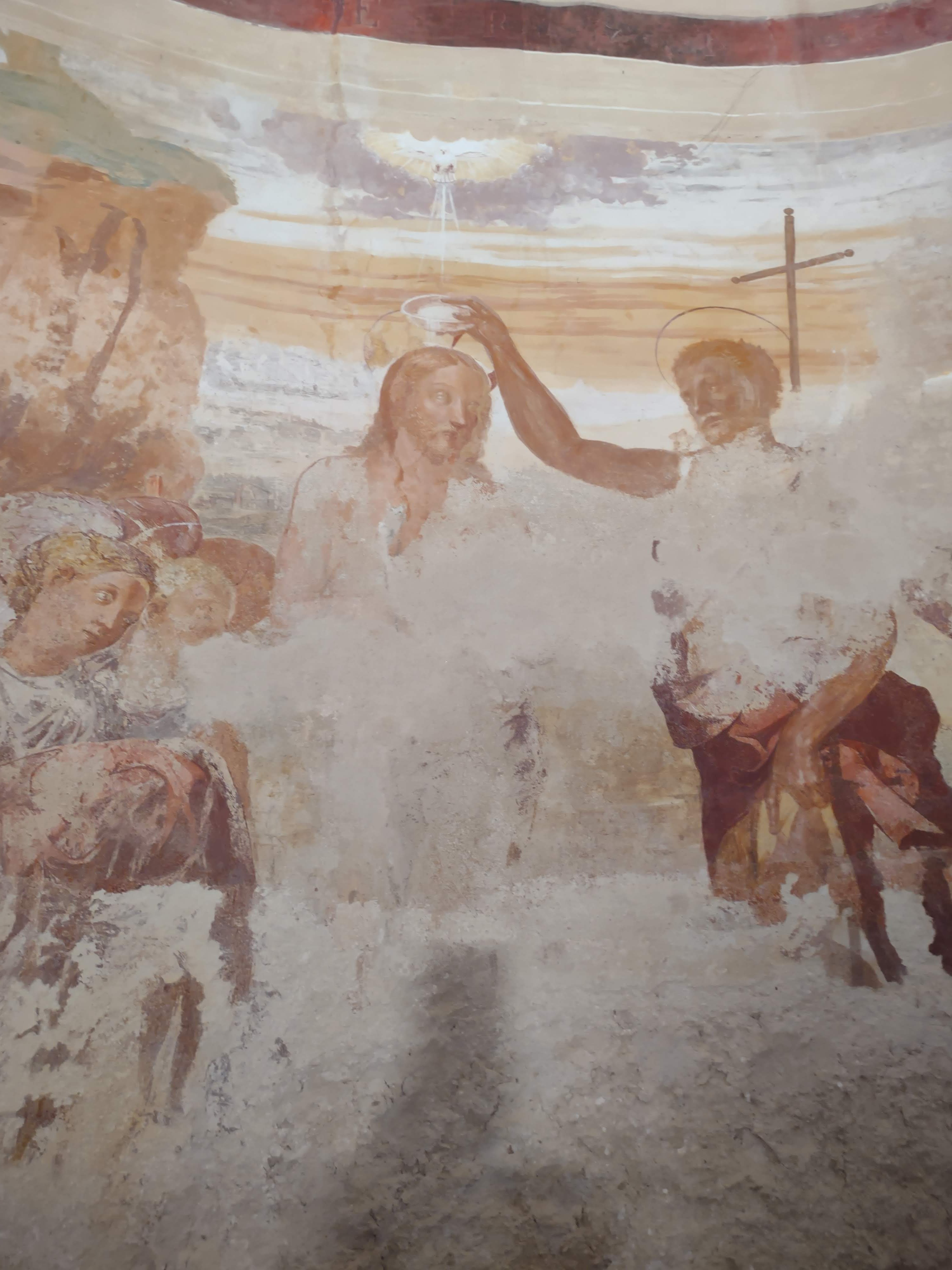
Battesimo di Gesù (particolare).
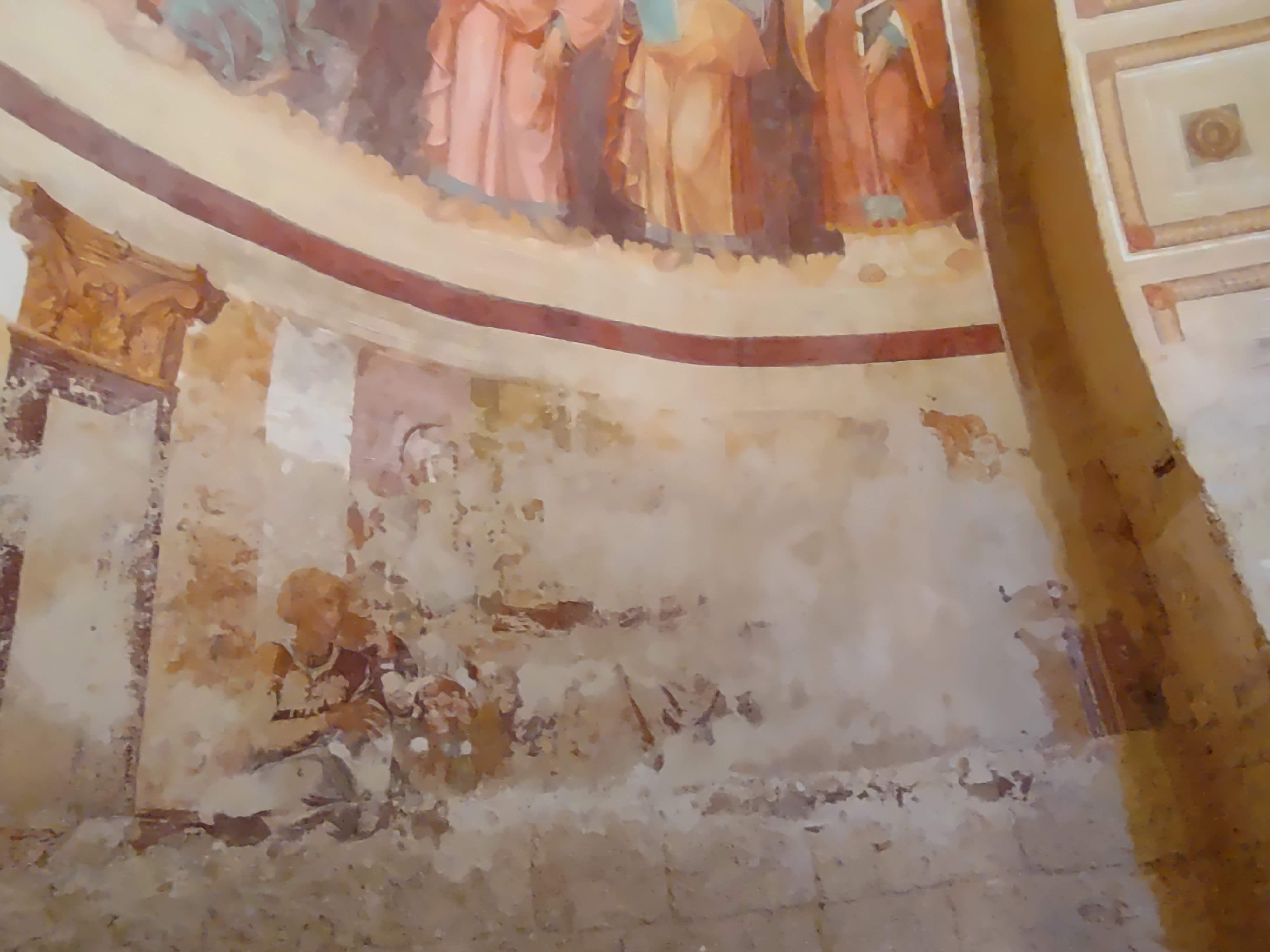
Banchetto di Erode - Danza di Salomè (Decollazione di San Giovanni).
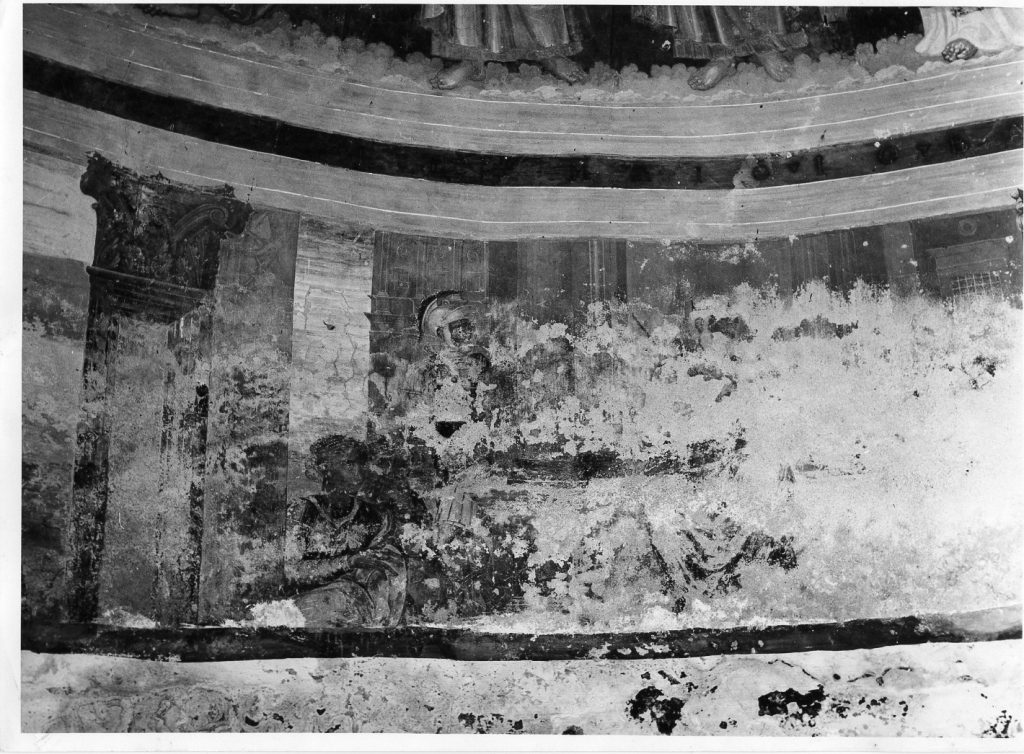
Banchetto di Erode - Danza di Salomè (Decollazione di San Giovanni) (anni '80).

### Sulla storia della chiesa di San Giovanni Battista a Roccaranieri
- Paolo Maglioni, Storie Inedite di Castelli Antichi: Roccaranieri, Longone Sabino, Fassinoro, San Silvestro, Rieti, Arti Grafiche Nobili Sud, 1994.
- Giovanni Rampazzi, San Giovanni Battista di Roccaranieri, Anno 982. Enfiteusi o Precarìe, in Fidelis Amatrix, n. 16, Roma, Associazione culturale Cola dell'Amatrice, Marzo-Aprile 2006,  pp. 27-29.
- Giovanni Rampazzi, Chiesa di S. Giovanni di Rocca Ranieri - Istituzione ad Arcipresbiterato ed affidamento dei Benefici a Don Pietro De Morgantis, Spagnolo (Atti del 1428 e del 1429), in Fidelis Amatrix, n. 17, Roma, Associazione culturale Cola dell'Amatrice, Maggio-Agosto 2006,  pp. 18-19.

### Sugli affreschi della chiesa di San Giovanni a Roccaranieri
- Cesare Verani, Gli affreschi della Chiesa di S. Giovanni Battista a Rocca Ranieri, in La Sabina, Gennaio - Aprile 1959,  p. 5.
- Roberto Messina (a cura di), Affreschi nelle Chiese della Provincia di Rieti, Rieti, Lions Club Rieti, 2003.
- Fondazione Varrone (a cura di), Gli affreschi della Chiesa di San Giovanni Battista in Roccaranieri, Rieti, Tipografia Fabri, 24 Giugno 2013.

### Cataloghi di edifici di culto in area laziale
- Bruno Astorre, Maria Tiziana Marcelli e Benvenuto Salducco, L'edificio di culto - Codice del territorio. Recuperare per valorizzare. Anagrafe Regionale di Chiese Cappelle e Santuari di proprietà pubblica nel Lazio, a cura di Claudio Lo Monaco, Roma, Gangemi Editore, 2016,  pp. 44-45.

### Sulle tradizioni di Roccaranieri
- Bernardino Tofani, Longone di S. Salvator Maggiore nel Gastaldato di Rieti e nella Massa Torana, Rieti, Comunità montana del Turano, 1988.